# Список эпизодов телесериала «Касл»

Список серий американского детективно-драматического телесериала «Касл», транслируемого телеканалом ABC. Шоу создано Эндрю У. Марлоу и повествует об известном писателе детективов Ричарде Касле (Нейтан Филлион) и детективе Кейт Беккет (Стана Катич).
В центре сюжета находится Ричард Касл (Нейтан Филлион), известный писатель в жанре детективов. Рик живёт в одном доме со своей матерью, звездой Бродвея Мартой Роджерс (Сьюзен Салливан), и находчивой дочерью Алексис Касл (Молли Куинн). Будучи в творческом кризисе, писатель узнаёт, что реальный преступник начал подражать сценам убийств из его книг. Касла допрашивает детектив из «убойного отдела» двенадцатого участка полицейского управления Нью-Йорка Кейт Беккет (Стана Катич). Кейт умна, привлекательна, решительна и держит расследование под жёстким контролем. Касл не может упустить шанс отвлечься от своей наскучившей обыденности и решает помочь в расследовании и поимке загадочного убийцы. Имея дружеские отношения со многими влиятельными людьми города, он получает возможность присутствовать на всех расследованиях, проводимых детективом Беккет, пока не соберёт достаточно материала для своей следующей книги. Беккет становится прообразом для главной героини новой серии его книг — Никки Хит (англ. Nikki Heat).

## Обзор сезонов
| Сезон | Сезон | Эпизоды | Оригинальная дата показа | Оригинальная дата показа |
| Сезон | Сезон | Эпизоды | Премьера сезона          | Финал сезона             |
| ----- | ----- | ------- | ------------------------ | ------------------------ |
|       | 1     | 10      | 9 марта 2009             | 11 мая 2009              |
|       | 2     | 24      | 21 сентября 2009         | 17 мая 2010              |
|       | 3     | 24      | 20 сентября 2010         | 16 мая 2011              |
|       | 4     | 23      | 19 сентября 2011         | 7 мая 2012               |
|       | 5     | 24      | 24 сентября 2012         | 13 мая 2013              |
|       | 6     | 23      | 23 сентября 2013         | 12 мая 2014              |
|       | 7     | 23      | 29 сентября 2014         | 11 мая 2015              |
|       | 8     | 22      | 21 сентября 2015         | 16 мая 2016              |

## Список серий

### Сезон 1 (2009)
| № общий | № в сезоне | Название                                                              | Режиссёр       | Автор сценария                         | Дата премьеры  | Зрители в США (млн) |
| --- | ---------- | --------------------------------------------------------------------- | -------------- | -------------------------------------- | -------------- | ------------------- |
| 1 | 1          | «Цветы на твою могилу» «Flowers for Your Grave»                       | Роб Боумэн     | Эндрю У. Марлоу                        | 9 марта 2009   | 11,60               |
| Обстоятельства и антураж нескольких убийств напоминают детективу нью-йоркской полиции Кэтрин Беккет, расследующей дело, преступления из романов известного писателя Ричарда Касла, с некоторых пор «зависшего» в состоянии творческого кризиса. Кейт вызывает последнего на допрос...и в какой-то момент Касл плавно подключается к расследованию, использовав для этого собственную дружбу с мэром Нью-Йорка. |            |                                                                       |                |                                        |                |                     |
| 2 | 2          | «Моя мёртвая няня» «Nanny McDead»                                     | Джон Терлески  | Бэрри Шиндел                           | 16 марта 2009  | 11,48               |
| Мнение мэра города является решающим — Ричарду Каслу разрешено сопровождать детективов и наблюдать за их повседневной рутинной работой. Очередное преступление не заставляет себя долго ждать — Касл и Беккет берутся за расследование убийства домашней няни, тело которой было обнаружено в сушилке для белья. Совместная работа с детективом становится для Касла источником вдохновения для написания нового романа. |            |                                                                       |                |                                        |                |                     |
| 3 | 3          | «Мальчики-мажоры» «Hedge Fund Homeboys»                               | Роб Боумен     | Дэвид Грае                             | 23 марта 2009  | 9,81                |
| Очередное дело начинается с обнаружения трупа, на этот раз подростка из обеспеченной семьи, в лодке на Центральном озере. В ходе расследования Касл и Беккет выходят на группу подростков, знакомых убитого, и довольно быстро понимают, что убийца — один из них. Остается выяснить — кто именно... |            |                                                                       |                |                                        |                |                     |
| 4 | 4          | «Ад не знает большего гнева» «Hell Hath No Fury»                      | Роб Боумэн     | Эндрю У. Марлоу                        | 30 марта 2009  | 9,81                |
| Расследование убийства члена городского совета Нью-Йорка, совершённого во время предвыборной программы, вынуждает Касла и Беккет познакомиться с закулисьем политической борьбы. |            |                                                                       |                |                                        |                |                     |
| 5 | 5          | «Когда кровь стынет в жилах» «A Chill Goes Through Her Veins»         | Брайан Спайсер | Чарльз Мюррэй                          | 6 апреля 2009  | 9,03                |
| Труп женщины, матери двоих детей, спустя пять лет после ее внезапного исчезновения обнаруживается на строительной площадке. За расследование берутся Касл и Беккет. |            |                                                                       |                |                                        |                |                     |
| 6 | 6          | «Всегда покупай в магазинах» «Always Buy Retail»                      | Джеми Бэббит   | Гэбриэлль Дж. Стэнтон и Гарри Верксман | 13 апреля 2009 | 7,61                |
| Один из нью-йоркских бездомных обнаруживает тело студента-нигерийца, убийство которого обставлено как совершённое в традициях культа вуду. Беккет и Касл приступают к расследованию. Правда, Рику приходится нелегко — немало сил отнимает роман с бывшей женой, Мередит, приехавшей в гости к дочери. Понемногу Касл начинает осознавать, что дикие страстные вечера с бывшей супругой не только обессиливают — по какой-то странной причине они вообще перестают увлекать его так, как раньше... |            |                                                                       |                |                                        |                |                     |
| 7 | 7          | «Дом там, где останавливается сердце» «Home Is Where the Heart Stops» | Дин Уайт       | Уилл Билл                              | 20 апреля 2009 | 8,44                |
| Обнаружен труп богатой женщины, тело которой оказалось запихнутым в стенной сейф. По мере расследования становится ясно, что подозреваемого, возможно, придется искать среди городского бомонда — и Касл с Беккет готовятся к совместному визиту на фешенебельный приём. |            |                                                                       |                |                                        |                |                     |
| 8 | 8          | «Призраки прошлого» «Ghosts»                                          | Брайан Спайсер | Мойра Кирланд                          | 27 апреля 2009 | 8,74                |
| Дешёвый мотель. Ванна, заполненная машинным маслом, в которое погружено тело мертвой женщины. След приводит Касла и Беккет к давнему теракту. Попутно с выяснением истины Касл дает серьезный урок порядочности молодой девушке, мечтающей о писательской славе, но пока еще не умеющей вовремя остановиться... |            |                                                                       |                |                                        |                |                     |
| 9 | 9          | «Заблудшая девочка» «Little Girl Lost»                                | Джон Терлески  | Элизабет Дэвис                         | 4 мая 2009     | 9,67                |
| Из приёмной семьи похищена маленькая девочка. Расследование сводит детектива Беккет с агентом ФБР Уиллом Соренсоном, её бывшим ухажёром, подключившимся к делу (похищения людей относятся к юрисдикции ФБР, сотрудники которого имеют приоритетное право вести розыскные мероприятия и распоряжаться ресурсами департамента полиции). Касл воспринимает агента как соперника, но в конце концов успокаивается, видя, что Кейт не испытывает особого желания дважды вступать в одну и ту же реку. |            |                                                                       |                |                                        |                |                     |
| 10 | 10         | «Смерть в семье» «A Death in the Family»                              | Брайан Спайсер | Эндрю У. Марлоу и Бэрри Шиндел         | 11 мая 2009    | 10,55               |
| Убит богатый пластический хирург, связанный, как показывает дальнейшее расследование, с мафией. Касл, расследуя убийство, параллельно с ним предлагает Кейт снова заняться делом об убийстве ее матери, но в ответ получает жесткое и категоричное «нет», вместе с предупреждением: возьмется за это дело — и их совместная работа подойдет к концу. Рик принимает ультиматум и соглашается, но удержаться он уже не в силах — и поэтому, найдя убийцу хирурга, всё-таки втайне от нее интересуется материалами дела по убийству Джоанны Беккет. И внезапно выясняет, что ее убийство было не случайным, в результате хулиганского нападения, а заказным. |            |                                                                       |                |                                        |                |                     |

### Сезон 2 (2009-10)
| № общий | № в сезоне | Название                                                           | Режиссёр         | Автор сценария                                 | Дата премьеры    | Зрители в США (млн) |
| --- | ---------- | ------------------------------------------------------------------ | ---------------- | ---------------------------------------------- | ---------------- | ------------------- |
| 11 | 1          | «Долговая могила» «Deep in Death»                                  | Роб Боумен       | Эндрю У. Марлоу                                | 21 сентября 2009 | 9,43                |
| Несмотря на то, что Кейт по-прежнему не может простить Каслу вмешательство в дело об убийстве её матери, парочка вновь вынуждена работать вместе. Расследование загадочной гибели страхового агента выводит команду детективов на группу контрабандистов, занимающихся перевозкой наркотиков. |            |                                                                    |                  |                                                |                  |                     |
| 12 | 2          | «Две карты» «The Double Down»                                      | Роб Боумен       | Дэвид Грае                                     | 28 сентября 2009 | 9,56                |
| В одну и ту же ночь совершены два убийства. Касл заключает пари с Райаном и Эспозито, а после убеждает и Беккет присоединиться к его затее обыграть коллег, и первыми завершить расследование. Однако вскоре между обоими убийствами обнаруживается связь. |            |                                                                    |                  |                                                |                  |                     |
| 13 | 3          | «Модель успеха» «Inventing the Girl»                               | Дуайт Литтл      | Мойра Кирланд                                  | 5 октября 2009   | 11,46               |
| Неделя высокой моды в Нью-Йорке омрачена трагическим событием: убита модель, готовившаяся стать новым лицом рекламной кампании. Расследование погружает Касла и Беккет в жестокий закулисный мир моды. |            |                                                                    |                  |                                                |                  |                     |
| 14 | 4          | «Обмани меня единожды...» «Fool Me Once...»                        | Брайан Спайсер   | Алекси Хоули                                   | 12 октября 2009  | 9,99                |
| Стивен Флетчер, ученый-исследователь, изучающий жизнь Арктики, убит во время прямой трансляции своего видео-дневника перед школьным классом. Просмотрев видеозапись, Касл и Беккет обнаруживают тело погибшего в его нью-йоркской квартире — вместе со всем снаряжением, необходимым для имитации полярных условий. |            |                                                                    |                  |                                                |                  |                     |
| 15 | 5          | «Когда тайное становится явным» «When the Bough Breaks»            | Джон Терлески    | Рене Эчеваррия                                 | 19 октября 2009  | 9,88                |
| Литературный агент Касла предлагает ему возможность продолжить серию книг о Джеймсе Бонде, но ставит условием необходимость отказаться от работы над очередным детективом с участием Никки Хит — что автоматически означает необходимость расстаться и с детективом Беккет. Расследуя убийство женщины, обнаруженной в канализационном люке, Касл и Беккет понимают, что это дело может стать их последней совместной работой. И с удивлением ощущают, что обоим вовсе не хочется такого исхода... |            |                                                                    |                  |                                                |                  |                     |
| 16 | 6          | «Вампирские выходные» «Vampire Weekend»                            | Карен Гавиола    | Терри Миллер                                   | 26 октября 2009  | 11,09               |
| Что может лучше охарактеризовать канун такого празднества, как Хэллоуин? Конечно же, труп молодого человека с осиновым колом в груди и следами укусов на теле, обнаруженный на кладбище. Расследование убийства приводит Касла и Беккет в сообщество поклонников вампиров. |            |                                                                    |                  |                                                |                  |                     |
| 17 | 7          | «Последние слова знаменитости» «Famous Last Words»                 | Роб Боумен       | Хосе Молина                                    | 2 ноября 2009    | 9,68                |
| Касл и Беккет расследуют убийство рок-звезды, совершённое по сценарию одного из её клипов. Будучи поклонницей певицы, Алексис оказывается вовлечённой в дело. |            |                                                                    |                  |                                                |                  |                     |
| 18 | 8          | «Убей посланника» «Kill the Messenger»                             | Джонатан Фрейкс  | Теренс Винтер                                  | 9 ноября 2009    | 10,72               |
| Расследование убийства почтового курьера открывает Каслу и Беккет новые подробности дела об убийстве десятилетней давности, считавшемся раскрытым. |            |                                                                    |                  |                                                |                  |                     |
| 19 | 9          | «Любовь до гроба» «Love Me Dead»                                   | Брайан Спайсер   | Алекси Хоули                                   | 16 ноября 2009   | 10,86               |
| Расследуя гибель помощника окружного прокурора, выброшенного с пятого этажа многоуровневой парковки, Касл и Беккет выясняют, что у покойного, непримиримого борца с преступностью, известного своей принципиальностью, были и свои скелеты в шкафу. |            |                                                                    |                  |                                                |                  |                     |
| 20 | 10         | «Сокровище» «One Man's Treasure»                                   | Хэлен Шэвер      | Элизабет Дэвис                                 | 23 ноября 2009   | 10,46               |
| В мусоропроводе многоэтажного здания обнаружен труп мужчины. Расследование приводит Касла и Беккет к факту промышленного шпионажа в сфере утилизации отходов... |            |                                                                    |                  |                                                |                  |                     |
| 21 | 11         | «Пятая пуля» «The Fifth Bullet»                                    | Джон Терлески    | Дэвид Грае                                     | 7 декабря 2009   | 8,41                |
| На месте убийства сотрудника картинной галереи обнаружено пять гильз и лишь четыре пули. Поиски пятой пули выводят Касла и Беккет на след свидетеля, страдающего амнезией: он не помнит ни своего имени, ни прошлого, и не имеет ни малейшего понятия о совершённом преступлении. |            |                                                                    |                  |                                                |                  |                     |
| 22 | 12         | «Роза на долгую память» «A Rose for Everafter»                     | Брайан Спайсер   | Терри Миллер, Теренс Пол Уинтер и Алекси Хоули | 11 января 2010   | 9,48                |
| Прибыв на место преступления, где Беккет и команда заняты расследованием убийства подружки невесты прямо накануне свадьбы, Касл испытывает немалое потрясение, узнав в новобрачной Киру, свою бывшую возлюбленную. В свете происходящих событий Кира ставит под сомнение правильность своего выбора и начинает снова сближаться с Каслом, однако вовремя понимает, что это лишь имитация былых романтических чувств, и возвращаться к прошлому стоит не всегда, особенно в ущерб настоящему с мужчиной, который искренне любит ее. К тому же проницательным женским взглядом она подмечает то, чего пока еще не видит сам Касл: его сердце уже занято другой — пусть сам он этого еще и не осознал... |            |                                                                    |                  |                                                |                  |                     |
| 23 | 13         | «Запрещённый приём» «Sucker Punch»                                 | Том Райт         | Уилл Билл                                      | 18 января 2010   | 9,50                |
| Крупный ирландский мафиозо найден зарезанным в собственном доме. Расследование приводит Касла и Беккет в центр внутренней войны за территорию, но когда выясняется, что убийство гангстера в точности повторяет убийство матери Беккет, дело принимает личный характер. Узнав новые подробности дела, обдумав все и поговорив с отцом, Кейт принимает решение. Теперь, вместе с Каслом, она твердо намерена выяснить — кто заказал убийство ее матери. Тем временем расследование принимает динамичный характер, и в какой-то момент они случайно открывают часть истины. Убийца Джоанны Беккет, опытный профессионал, пытается сбежать прямо из участка, прикрываясь Каслом как заложником. Кейт вынуждена применить оружие и убить его, лишив себя возможности узнать имя заказчика... Но решение принято и обратной дороги нет. Дело об убийстве ее матери больше не кажется ей пугающей бездной, кроме того, как сказал однажды Касл — теперь она не одна. |            |                                                                    |                  |                                                |                  |                     |
| 24 | 14         | «Третий» «The Third Man»                                           | Розмари Родригес | Теренс Пол Уинтер                              | 25 января 2010   | 10,54               |
| Вернувшись из отпуска, семья обнаруживает в своём доме труп неизвестного мужчины. Расследование показывает, что убитый был участником кражи со взломом. Тем временем Касл попадает в список самых завидных женихов Нью-Йорка, а журналисты приписывают ему романтическую связь с Кейт. Что, естественно, не может не взбесить Беккет, и она отправляется на свидание с местной звездой, крутым и героическим нью-йоркским пожарником. В тот же ресторан, где оба намерены провести романтический ужин, приходит и Касл, под руку с роскошной блондинкой, не менее знаменитой и богатой, чем он сам. Вот только ужин как-то не ладится, что у тех, что у других...и чтобы избежать дальнейших неловкостей, Касл и Кейт сбегают из ресторана, тем более что для этого есть повод — убийца в текущем расследовании практически найден, осталось лишь арестовать его.                                                                                              |            |                                                                    |                  |                                                |                  |                     |
| 25 | 15         | «Последний хоумран» «Suicide Squeeze»                              | Дэвид Баррет     | Хосе Молина                                    | 8 февраля 2010   | 9,48                |
| На игровом поле обнаружен труп известного кубинского бейсболиста. Расследование погружает Касла и Беккет в жестокий мир профессионального спорта, в котором не всегда есть место детям, до поры до времени не знающим, кто их родители. Раскрытое дело и школьный проект Алексис заставляют Касла вспомнить о том, что и сам он рос без отца. |            |                                                                    |                  |                                                |                  |                     |
| 26 | 16         | «Госпожа всегда шлёпает дважды» «The Mistress Always Spanks Twice» | Том Райт         | Кейт Саджиант                                  | 8 марта 2010     | 9,09                |
| В общественном парке найдено подвешенное тело полуобнажённой женщины. Расследование приводит Касла и Беккет в Нью-Йоркское сообщество садомазохистов, где Рик с замиранием сердца наблюдает за словесной схваткой двух сильных и волевых женщин, закованных в хрустящую кожу: детектив полиции, жесткая и непреклонная Кэтрин Беккет против бывшего совладельца крупной юридической фирмы, а теперь хозяйки БДСМ-заведения, леди Айрин. |            |                                                                    |                  |                                                |                  |                     |
| 27 | 17         | «Тик-тик-тик» «Tick Tick Tick»                                     | Брайан Спайсер   | Мойра Кирланд                                  | 22 марта 2010    | 12,21               |
| Утренние посиделки у стола Беккет, дружеская пикировка между Эспозито, Райаном и Каслом прерваны звонком неизвестного, желающего сообщить об убийстве. Кейт принимает звонок, но звонящий дает понять, что убийство совершено им — и даже не скрывает того, что он серийный убийца. В ходе расследования команда друзей обнаруживает зашифрованные сообщения при каждом новом убийстве, и вскоре становится ясно, что маньяк — страстный поклонник персонажа романов Касла, детектива Никки Хит, которая в его воспаленном безумном сознании отождествляется с Кейт Беккет. Именно таким странным, извращенным способом он и предлагает Никки-Кейт проявить ее способности и поймать его. Дело обостряется, когда в игру вступает ФБР, а Беккет внезапно оказывается на волосок от смерти. |            |                                                                    |                  |                                                |                  |                     |
| 28 | 18         | «Бум!» «Boom!»                                                     | Джон Терлески    | Элизабет Дэвис                                 | 29 марта 2010    | 14,47               |
| Маньяк покончил с собой выстрелом в голову, но в результате взрыва, произошедшего в квартире Беккет, становится очевидно, что это очередной виток страшной игры. Серийный убийца всё ещё жив и продолжает вести свою извращённую игру с полицией. За излишнюю инициативность специальный агент Джордан Шоу временно отстраняет Кейт от расследования, но когда маньяк похищает ее саму — никто не может удержать Беккет и Касла от попыток спасти Джордан. Время на исходе, жизнь агента в смертельной опасности — и «Никки» вместе с верным напарником вступают в финальную схватку против умного и хитрого врага. |            |                                                                    |                  |                                                |                  |                     |
| 29 | 19         | «Проклятье мумии» «Wrapped Up in Death»                            | Билл Роу         | Алекси Хоули                                   | 5 апреля 2010    | 11,70               |
| Расследование гибели хранителя музея, раздавленного статуей гаргульи, принимает неожиданный оборот, когда выясняется, что он был последним участником археологической экспедиции, все члены которой погибли при загадочных обстоятельствах. Касла настигает старинное проклятье народа майя — а последним шансом на спасение остается представитель этого древнего народа, приехавший в город, и поначалу ставший одним из подозреваемых в убийстве. |            |                                                                    |                  |                                                |                  |                     |
| 30 | 20         | «Запоздалый удар» «The Late Shaft»                                 | Брайан Спайсер   | Дэвид Грае                                     | 12 апреля 2010   | 13,20               |
| Рекламируя свою новую книгу, Касл принимает участие в ток-шоу. Во время рекламной паузы ведущий сообщает ему, что его хотят убить. Той же ночью шоумен умирает якобы естественной смертью. Касл убеждает Беккет квалифицировать этот случай как убийство. |            |                                                                    |                  |                                                |                  |                     |
| 31 | 21         | «Воровское логово» «Den of Thieves»                                | Джон Терлески    | Уилл Билл                                      | 19 апреля 2010   | 10,39               |
| На подземной парковке в машине обнаружен труп бывшего вора-профессионала со связанными руками и следами пыток. Поскольку основным мотивом предположительно является кража, к детективу Беккет в ее расследовании подключается коллега-полицейский из отдела краж — детектив Демминг. Владелец банковской ячейки, которую по предположению Демминга обокрал убитый, заявляет, что там хранились марки, но при этом совершенно не разбирается в филателии. Тем временем снижение внимания со стороны Беккет, вызванное общением с Деммингом, начинает раздражать Касла. И не просто раздражать — Рик чувствует что-то похожее на ревность...и это определенно не просто ревность напарника или писателя, которого оставила его муза. |            |                                                                    |                  |                                                |                  |                     |
| 32 | 22         | «Еда, ради которой стоит умереть» «Food to Die For»                | Рон Андервуд     | Терри Миллер                                   | 3 мая 2010       | 10,69               |
| Шеф-повар престижного ресторана найден мёртвым на кухне. Между владелицей ресторана, давней знакомой Беккет, и Каслом возникает симпатия. Вот только подруга Беккет — девушка довольно прямолинейная, и не стесняется говорить то, что думает: Кейт приходится выслушивать от нее то, во что она сама и верить-то не хотела... |            |                                                                    |                  |                                                |                  |                     |
| 33 | 23         | «Крайность» «Overkill»                                             | Джон Терлески    | Рене Эчеваррия                                 | 10 мая 2010      | 11,42               |
| В поисках убийцы владельца сети косметических бутиков Беккет снова обращается за помощью к детективу Деммингу. Расследование превращается в негласное соревнование между ним и Каслом. В конце концов, когда убийца арестован, и дело почти закрыто, Касл, решив поздравить Беккет с очередным успехом, внезапно для себя самого становится свидетелем ее поцелуя с Деммингом. Что вызывает в нем гораздо гораздо более глубокую реакцию, чем сам он мог ожидать... |            |                                                                    |                  |                                                |                  |                     |
| 34 | 24         | «Смертельная игра» «A Deadly Game»                                 | Роб Боумэн       | Эндрю У. Марлоу                                | 17 мая 2010      | 10,09               |
| Расследуя очередное убийство, Касл и Беккет находят улики, указывающие на то, что убитый, вероятно, был агентом специальной службы. Но в деле присутствует слишком много странностей и несоответствий. Вскоре выясняется, что жертва — всего-навсего участник ролевой игры, позволяющей примерить на себя образ «настоящего шпиона». Однако это лишь усложняет дело, так как ни у кого, связанного с игрой, не было даже малейшего мотива для убийства. Закончив расследование, Беккет решает сделать первый шаг и серьезно поговорить с Риком, сама толком не осознавая, о чем именно. К сожалению, разговор прерывает вторая бывшая жена Касла, по совместительству — его издатель. Вместе они намерены уехать на весь летний сезон в Хэмптонс, где у Касла летний дом на побережье. Прощаясь, оба уходят из участка, а Кейт остается лишь молча смириться с таким положением дел...                                                                         |            |                                                                    |                  |                                                |                  |                     |

### Сезон 3 (2010-11)
| № общий | № в сезоне | Название                                                                       | Режиссёр               | Автор сценария  | Дата премьеры    | Зрители в США (млн) |
| --- | ---------- | ------------------------------------------------------------------------------ | ---------------------- | --------------- | ---------------- | ------------------- |
| 35 | 1          | «Смертельная афера» «A Deadly Affair»                                          | Роб Боумэн             | Эндрю У. Марлоу | 20 сентября 2010 | 11,17               |
| Беккет ничего не слышала о Касле с тех пор, как он уехал в Хэмптон заканчивать свою вторую книгу о Никки Хит — «Обнажённая Жара». Впервые после окончания жаркого лета Кейт, Райан и Эспозито смогли увидеть Рика только в качестве изображения на стенде, рекламирующем скорый выход книги. Так что, когда Кейт и её команда врываются в мрачную квартиру, в которой, кроме трупа, явно есть кто-то еще, меньше всего они ожидают увидеть...Касла, стоящего над мёртвой женщиной, да ещё и с пистолетом в руке! У Беккет не остаётся другого выхода, кроме как арестовать его по подозрению в убийстве. |            |                                                                                |                        |                 |                  |                     |
| 36 | 2          | «Он мёртв, она мертва» «He’s Dead, She’s Dead»                                 | Джон Терлески          | Мойра Кирланд   | 27 сентября 2010 | 11,08               |
| Узнав об убийстве знаменитого экстрасенса, Касл и Беккет приступают к расследованию. Попутно Рик пытается убедить прагматично настроенную Кейт в реальности существования экстрасенсорных способностей. И таки ухитряется внести нотку сомнения даже в ее скептицизм — коллеги-копы обнаруживают письмо, написанное жертвой в день убийства и относительно точно описывающее обстоятельства будущего преступления. |            |                                                                                |                        |                 |                  |                     |
| 37 | 3          | «Под тем стволом» «Under The Gun»                                              | Брайан Спайсер         | Алекси Хоули    | 4 октября 2010   | 10,83               |
| Пока зашифрованный документ, спрятанный убитым поручителем, сводит Касла с ума, Беккет вынуждена обратиться к бывшим уголовникам, в мире которых жила жертва — только чтобы узнать, что, возможно, безумные теории Касла не так уж и безумны. Все еще больше запутывается, когда в участке появляется Майкл Росс — бывший напарник и учитель Беккет, после отставки ставший официальным «охотником за головами». Выясняется, что бывший наставник Кейт сбился с пути и теперь не гнушается нечестной игры ради того, чтобы стать хозяином баснословного клада... Скрепя сердце, Беккет вынуждена продолжать следствие, чтобы в конце концов своими руками защелкнуть наручники на запястьях того, кому она когда-то полностью доверяла не только свои тайны, но и собственную жизнь. |            |                                                                                |                        |                 |                  |                     |
| 38 | 4          | «Панк жив» «Punked»                                                            | Роб Боумэн             | Дэвид Грае      | 11 октября 2010  | 10,66               |
| Касл и Беккет расследуют убийство молодого математика, застреленного пулей позапрошлого столетия (свинцовым шариком) — что сразу же порождает у Касла невероятную теорию об убийце, путешествующем во времени. Когда в результате расследования обнаруживаются DeLorean (спортивный автомобиль, который выпускался в Северной Ирландии для американской автомобильной компании DeLorean Motor Company с 1981) и подозрительный человек в одежде викторианской эпохи, остаётся лишь поверить, что фантастическая, на первый взгляд, идея Касла может оказаться вполне реальной... История данного расследования развивается среди башен на Уолл-стрит в атмосфере тайного общества стимпанков, окутывая романтикой настоящее и демонстрируя прекрасную простоту прошлого.             |            |                                                                                |                        |                 |                  |                     |
| 39 | 5          | «Анатомия убийства» «Anatomy of a Murder»                                      | Джон Терлески          | Теренс Винтер   | 18 октября 2010  | 10,95               |
| Множество тайн кроется в инциденте, произошедшем на похоронах, во время которых люди, поддерживающие концы покрова во время ритуала, теряют контроль над ставшим неожиданно тяжёлым гробом и роняют его, при этом из гроба вместе с трупом покойного вываливается ещё один труп — женщины. Когда Касл и Беккет узнают, что жертва была врачом в окружной больнице, расследование приводит их в мир врачей и их беспорядочных любовных похождений. Было ли это убийство из ревности, или причиной убийства докторши стала таинственная работа вне больницы?.. Тем временем отношения Касла с Джиной накаляются, когда она пытается сблизиться с Алексис. |            |                                                                                |                        |                 |                  |                     |
| 40 | 6          | «Тройной убийца» «3XK»                                                         | Билл Роу               | Дэвид Аманн     | 25 октября 2010  | 11,32               |
| Красивая девушка найдена мёртвой в переулке, все улики указывают на то, что она стала жертвой печально известного Тройного Убийцы. Тройной Убийца, серийный маньяк, терроризировал Нью-Йорк четыре года назад, а после загадочно исчез. Теперь он вернулся. Касл и Беккет вступают в гонку на опережение, чтобы остановить Тройного прежде, чем он настигнет свою следующую жертву. |            |                                                                                |                        |                 |                  |                     |
| 41 | 7          | «Почти знаменит» «Almost Famous»                                               | Феликс Энрикес Алькала | Элизабет Дэвис  | 1 ноября 2010    | 11,27               |
| Отвечая на экстренный вызов «Officer Down», Касл и Беккет шокированы последним фактом. Выясняется, что жертва — не сотрудник спецслужбы, а стриптизёр. Убийство приводит их в мужской мир стрип-клубов, трудностей борьбы актёров и цены, которую люди платят в погоне за славой. |            |                                                                                |                        |                 |                  |                     |
| 42 | 8          | «Самое пернатое убийство» «Murder Most Fowl»                                   | Бетани Руни            | Мэтт Пикен      | 8 ноября 2010    | 10,83               |
| В Центральном парке найдет труп работника Нью-Йоркского метро. Касл и Беккет неожиданно раскрывают ужасные подробности похищения 12-летнего ребёнка. Работая практически в цейтноте, команда должна разгадать мотивы похищения и довести убийцу до правосудия. |            |                                                                                |                        |                 |                  |                     |
| 43 | 9          | «Близкие контакты убийственного рода» «Close Encounters of the Murderous Kind» | Брайан Спайсер         | Шалиша Френсис  | 15 ноября 2010   | 9,98                |
| После того, как нашли тело знаменитого астрофизика — жертвы взрывной декомпрессии, Касл шуточно предположил, что, возможно, она была убита в вакууме космического пространства. Но вскоре, глубже вникнув в жизнь жертвы, полицейские сталкиваются с вероятностью доказательства того, что кажется совершенно невозможным: похищение людей инопланетянами. Звезда Хенриксон, так же как и Бенни Страйкер, известный эксперт-уфолог, вместе с Ловеттом узнают о тайных намерениях правительственного агента не дать ход следствию... |            |                                                                                |                        |                 |                  |                     |
| 44 | 10         | «По последней» «Last Call»                                                     | Брайан Спайсер         | Скот Уильямс    | 6 декабря 2010   | 7,63                |
| Когда владелец бара находит тело докера, плывущее в Ист-Ривер, Касл и Беккет начинают расследование, которое приводит их в самые забытые туннели и проходы, созданные в Нью-Йорке на рубеже XIX и XX веков. В этих местах открывается секрет, что был похоронен со дней Сухого закона. История приводит их в Нью-Йоркский бар культуры, и, чтобы сохранить историю, Касл покупает бар. |            |                                                                                |                        |                 |                  |                     |
| 45 | 11         | «Никки Хит» «Nikki Heat»                                                       | Джефф Блекнер          | Дэвид Грае      | 3 января 2011    | 9,61                |
| Роман Касла «Heat Wave» в настоящее время превратился в фильм, и голливудская звезда Натали (Лора Препон), что будет играть Никки, появляется по приглашению, чтобы лучше понять характер героини Беккет. Тройка расследует убийство свахи высокого класса, и Натали идёт на крайности во имя «характера расследования», трансформируя себя в вылитую Беккет — к радости Беккет и беспокойству Касла. |            |                                                                                |                        |                 |                  |                     |
| 46 | 12         | «Бабах! Ты мёртв» «Poof! You’re Dead»                                          | Милисент Шелтон        | Терри Миллер    | 10 января 2011   | 9,05                |
| Когда владельца волшебного исторического магазина Drake’s в Нью-Йорке находят утонувшим в знаменитом водяном баке для пыток Гудини, Касл и Беккет должны погрузиться в мир магии, магов и секретов, чтобы найти его убийцу. В ходе расследования Касл и Беккет встречают мастера-волшебника Тобиаса Стрэйнджа. В это время между Эспозито и Пэриш возникают романтические отношения. |            |                                                                                |                        |                 |                  |                     |
| 47 | 13         | «Нокдаун» «Knockdown»                                                          | Том Райт               | Уилл Билл       | 24 января 2011   | 9,08                |
| Старые раны вновь начинают болеть, когда отставной детектив, хранящий информацию об убийстве матери Беккет, был застрелен, прежде чем успел сказать ей о том, что знает. Расследование его смерти ведёт назад, к заговору десятилетней давности, который может содержать ответ на вопрос о том, кто стоял за убийством матери Беккет и почему. Эмоции накалены, Касл и Беккет переходят с партнёрства на новый уровень отношений. |            |                                                                                |                        |                 |                  |                     |
| 48 | 14         | «Везучий мертвец» «Lucky Stiff»                                                | Эмиль Левисетти        | Алекси Хоули    | 7 февраля 2011   | 9,26                |
| Касл и Беккет расследуют жестокое убийство победителя лотереи. До их сведения доходит, что подозреваемый завидует и очень возмущён внезапным переездом жертвы из богадельни в пентхаус. В то время как полицейские пестуют фантазии о том, что они будут делать, если выиграют в лотерею, Марта борется с реальностью, а именно с тем, что внезапно оказывается наследницей денег, которые, как считает Марта, она не заслуживает. |            |                                                                                |                        |                 |                  |                     |
| 49 | 15         | «Последний гвоздь» «The Final Nail»                                            | Джон Терлески          | Мойра Кирланд   | 14 февраля 2011  | 8,75                |
| Касл и Беккет оказываются по разные стороны, когда старый школьный друг Касла становится главным подозреваемым в убийстве своей жены. Во время раскрытия преступления Касл начинает понимать, что в конце концов одна из двух ужасных вещей может стать правдой... Либо детектив Беккет арестует невиновного человека за убийство, либо его старый друг — хладнокровный убийца. |            |                                                                                |                        |                 |                  |                     |
| 50 | 16         | «Подготовка» «Setup»                                                           | Роб Боумен             | Дэвид Аманн     | 21 февраля 2011  | 8,99                |
| Касл и Беккет расследуют очевидное грабёж-убийство нью-йоркского таксиста, только чтобы обнаружить, что жертва была вовлечена в таинственный заговор с невообразимыми последствиями. Ставки продолжают расти, и следствие берёт на себя федеральный агент Марк Фэллон. Вместе Фэллон, Беккет и Касл должны поучаствовать в гонках, чтобы наконец-таки сорвать маску правды о жертве, пока не стало слишком поздно. |            |                                                                                |                        |                 |                  |                     |
| 51 | 17         | «Обратный отсчёт» «Countdown»                                                  | Билл Роу               | Эндрю У. Марлоу | 28 февраля 2011  | 10,11               |
| Преследуя террористов, собравших ядерную бомбу, Касл и Беккет чудом избегают смерти в морозильной камере. Дело окончательно запутывается, когда выясняется, что они охотились не за теми. Фэллон вынужден принять помощь сирийского дипломата, чтобы вместе избежать трагедии. Однако, счёт идёт на секунды. |            |                                                                                |                        |                 |                  |                     |
| 52 | 18         | «Двум смертям не бывать...» «One Life to Lose»                                 | Дэвид Баррет           | Элизабет Дэвис  | 21 марта 2011    | 12,03               |
| Когда главный сценарист одной из старейших мыльных опер Нью-Йорка убита топором, Касл и Беккет обнаруживают несколько скандальных историй на съёмочной площадке. Всем была выгодна смерть сценариста, однако дело осложняется тем, что на первый взгляд у всех есть алиби. |            |                                                                                |                        |                 |                  |                     |
| 53 | 19         | «Закон и убийство» «Law & Murder»                                              | Джефф Блекнер          | Теренс Винтер   | 28 марта 2011    | 12,56               |
| Во время суда по громкому делу об убийстве один из присяжных падает замертво, отравленный цианидом. Под подозрение попадает кузен подозреваемого: якобы он подсыпал цианид в кофе погибшего. Однако затем выясняется, что цианид был в одной из капсул, которую утром принял присяжный. Касл и Беккет начинают идти по следу, который привёл погибшего в зал суда. |            |                                                                                |                        |                 |                  |                     |
| 54 | 20         | «Кусок смерти» «Slice of Death»                                                | Стив Бойум             | Скот Уильямс    | 4 апреля 2011    | 11,45               |
| Репортёр, который писал о войне четырёх пиццерий, был найден мёртвым в печи для пиццы. Касл и Беккет пытаются выяснить, почему он был убит. |            |                                                                                |                        |                 |                  |                     |
| 55 | 21         | «Игра в смерть» «The Dead Pool»                                                | Пол Холахан            | Мэтт Пикен      | 11 апреля 2011   | 12,33               |
| Подающий надежды пловец найден утонувшим с бассейне. Касл знакомит Беккет со своим протеже — начинающим писателем. |            |                                                                                |                        |                 |                  |                     |
| 56 | 22         | «Любить и умереть в Лос-Анджелесе» «To Love and Die in L.A.»                   | Джон Терлески          | Алекси Хоули    | 2 мая 2011       | 12,11               |
| Умер друг Беккет. Его убил суровый преступник Ганс. Беккет запрещают расследовать это убийство. Но, как мы знаем, Беккет никогда не сдаётся. Она отправляется в Лос-Анджелес, и Касл вместе с ней. Их отношения выходят на новый уровень. |            |                                                                                |                        |                 |                  |                     |
| 57 | 23         | «До смерти красива» «Pretty Dead»                                              | Джефф Блекнер          | Терри Миллер    | 9 мая 2011       | 12,60               |
| Убита участница конкурса красоты. В ходе расследования Касл узнаёт, что в своё время знакомая Беккет была королевой красоты. |            |                                                                                |                        |                 |                  |                     |
| 58 | 24         | «Нокаут» «Knockout»                                                            | Роб Боумен             | Уилл Билл       | 16 мая 2011      | 12,93               |
| Беккет всё ближе и ближе подбирается к человеку, стоявшему за убийством её матери, но неожиданно прямо из зала суда сбегает наёмник Локвуд, который может привести к нему. К Каслу приходит отец Беккет. Чем больше фактов открывается в ходе расследования, тем больше возникает вопросов и тем невероятнее кажутся ответы на некоторые из них. |            |                                                                                |                        |                 |                  |                     |

### Сезон 4 (2011-12)
| № общий | № в сезоне | Название                                               | Режиссёр       | Автор сценария                 | Дата премьеры    | Зрители в США (млн) |
| --- | ---------- | ------------------------------------------------------ | -------------- | ------------------------------ | ---------------- | ------------------- |
| 59 | 1          | «Наперекор всему» «Rise»                               | Роб Боумен     | Эндрю У. Марлоу                | 19 сентября 2011 | 13,28               |
| В то время, как врачи в больнице борются за жизнь детектива Беккет, Касл, считающий себя виновным в произошедших событиях, решительно настроен выяснить, кто же в Беккет стрелял. Между тем в полицейском участке Райан и Эспозито вынуждены свыкнуться с мыслью, что Виктория Гейтс («Железная Гейтс») становится новым бескомпромиссным капитаном участка. В конце концов Беккет, не без трудностей, возвращается после ранения на службу. Касл злится за то, что она не звонила три месяца... И кому же достался таинственный пакет Роя Монтгомери? |            |                                                        |                |                                |                  |                     |
| 60 | 2          | «Герои и злодеи» «Heroes & Villains»                   | Джефф Блекнер  | Дэвид Аманн                    | 26 сентября 2011 | 11,67               |
| Касл и Беккет столкнулись с таинственной смертью бывшего заключённого, убитого в одном из переулков... В другом переулке напали на женщину, но неожиданно напавшего атакует тень и сначала отрубает руку с пистолетом, а следующим ударом разрубает на две части... Утром находят мужчину, расчленённого на три части самурайским мечом. Усилия по поимке подозреваемого срываются, когда выясняется, что один из главных подозреваемых расхаживает по городу в костюме супергероя. Смогут ли полицейские поймать и разоблачить убийцу, прежде чем тот нанесёт новый удар? |            |                                                        |                |                                |                  |                     |
| 61 | 3          | «Случай с головой» «Head Case»                         | Холли Дэйл     | Дэвид Грае                     | 3 октября 2011   | 11,18               |
| Выстрелы, скрывшийся автофургон и большая лужа крови: всё указывает на убийство. Но когда Касл и Беккет прибывают на место преступления, они обнаруживают, что чего-то не хватает — жертвы. Расследование приводит их в мир передовой науки по продлению жизни, где они сталкиваются с хитрым исследователем высоких технологий и неряшливым порно-магнатом, который инвестирует в современный «источник молодости». Они находят фирму, занимающуюся заморозкой тел тяжелобольных людей. Тела замораживались с целью сохранить их до того времени, когда в будущем возможно будет изобретено лекарство для лечения ныне неизлечимых болезней. А сама жертва — доктор, пытавшийся найти что-то вроде эликсира молодости. |            |                                                        |                |                                |                  |                     |
| 62 | 4          | «Отчёт по баллистике» «Kick the Ballistics»            | Роб Боумен     | Мойра Кирланд                  | 10 октября 2011  | 10,23               |
| В ходе расследования загадочного убийства молодой женщины Касл и Беккет сталкиваются с худшим кошмаром для полицейского, когда обнаруживают, что пистолетом, используемый при убийстве, оказывается старое оружие детектива Райана — то, которое было украдено серийным убийцей по прозвищу «Тройной убийца». Теперь часы тикают, и команда должна торопиться, чтобы раскрыть убийство, выследить 3XK и вернуть пистолет Райана до того, как убийца нанесёт свой удар снова. Дело выводит на главу азиатской мафии, с сыновьями которого ранее связывался 3ХК, и это дело становится личным для Райана. |            |                                                        |                |                                |                  |                     |
| 63 | 5          | «Взгляд наблюдателя» «Eye of the Beholder»             | Джон Терлески  | Шалиша Френсис                 | 17 октября 2011  | 11,23               |
| Касл и Беккет работают по делу об убийстве, связанному с кражей ценной скульптуры. Умная и сексуальная страховой следователь присоединяется к Каслу и Беккет в расследовании, она сразу положила глаз на Касла, но при этом всё время скрывает от команды очень важный секрет. |            |                                                        |                |                                |                  |                     |
| 64 | 6          | «Демоны» «Demons»                                      | Билл Роу       | Роб Ханнинг                    | 24 октября 2011  | 10,81               |
| В доме, в котором, как поговаривают, живут призраки, убит известный охотник за привидениями. Касл и Беккет начинают расследование, в ходе которого история кажется всё более мистической, а сами герои попадают в довольно щекотливую ситуацию, оказавшись запертыми в доме с привидениями. |            |                                                        |                |                                |                  |                     |
| 65 | 7          | «Полицейские и грабители» «Cops & Robbers»             | Брайан Спайсер | Теренс Винтер                  | 31 октября 2011  | 12,58               |
| Когда Касл и Марта взяты в заложники бандой банковских грабителей, одетых в больничную форму и использующих классические имена врачей из телесериалов, Беккет снаружи отчаянно пытается спасти их, — что оказывается довольно непросто с появлением профессионального переговорщика по заложникам, делающего всё по учебнику и наблюдающего за каждым её шагом. Касл де-факто становится лидером заложников и обнаруживает, что ограбление в действительности является умело организованным прикрытием для ещё более зловещего плана. |            |                                                        |                |                                |                  |                     |
| 66 | 8          | «Отель, разбивающий сердца» «Heartbreak Hotel»         | Билл Роу       | Элизабет Дэвис                 | 7 ноября 2011    | 11,07               |
| Найдено тело на заброшенном складе, выясняется, что убитый — владелец одного из казино в Атлантик-Сити. Улики приводят детективов в Атлантик-Сити. Однако Беккет и Гейтс остаются в Нью Йорке и расследуют дело оттуда, а Касл и детективы Эспозито и Райан едут в Атлантик-Сити и хотят совместить расследование убийства с празднованием мальчишника детектива Райана. |            |                                                        |                |                                |                  |                     |
| 67 | 9          | «Смертельный выстрел» «Kill Shot»                      | Дэвид Баррет   | Алекси Хоули и Эндрю У. Марлоу | 21 ноября 2011   | 10,85               |
| Нью-Йорк живёт под прицелом снайпера. Его поимка может стать одной из самых сложных задач, учитывая, что не за горами очередное убийство, и отсутствие явного мотива у киллера, кроме как вселить страх в горожан. Охота становится ещё более сложной, когда Беккет начинает испытывать всё более сильные моменты посттравматического стрессового расстройства — моменты, которые она старается скрыть от Касла и детективов. |            |                                                        |                |                                |                  |                     |
| 68 | 10         | «Скованные» «Cuffed»                                   | Джон Терлески  | Терри Миллер и Эндрю У. Марлоу | 5 декабря 2011   | 8,12                |
| Когда Касл и Беккет просыпаются в постели, скованные наручниками в запертой комнате, не помня о том, как они туда попали, они должны собрать воедино все части головоломки, где они находятся и почему, и попытаться при этом сбежать. Но пока эти двое приспосабливаются к ситуации быть скованным вместе, является для них самой большой угрозой, с которой они столкнутся... люди, которые их похитили, или они сами? Между тем, Райан, Эспозито и Гейтс остаются расследовать случай их исчезновения, в котором всё оказывается не тем, чем кажется на первый взгляд. |            |                                                        |                |                                |                  |                     |
| 69 | 11         | «Пока смерть не разлучит нас» «Till Death Do Us Part»  | Джефф Блекнер  | Дэвид Грае                     | 9 января 2012    | 9,76                |
| После приключения на одну ночь холостяк-ловелас падает замертво из окна здания совершенно голый. Касл и Беккет подозревают, что ключ к разгадке этого убийства — загадочная двойная жизнь жертвы. Их расследование приобретает неожиданный поворот, когда происходит шокирующее открытие, которое ставит под угрозу свадьбу Райана и Дженни. |            |                                                        |                |                                |                  |                     |
| 70 | 12         | «В случае убийства звоните мэру» «Dial M for Mayor»    | Кейт Вудс      | Кристина Бойлан                | 16 января 2012   | 9,41                |
| Полномочия мэра оказываются под угрозой, когда в машине, числящейся за мэрией, находят мёртвую женщину. Роберт Уэлдон — давний друг Касла и мэр города Нью-Йорка. Именно благодаря политическому влиянию мэра Уэлдона стало возможным сотрудничество Касла и Беккет. Теперь это сотрудничество оказывается под ударом, так как скандал, опутавший расследование, ставит под угрозу полномочия мэра. |            |                                                        |                |                                |                  |                     |
| 71 | 13         | «Каждому кобелю по паре» «An Embarrassment of Bitches» | Том Райт       | Роб Ханнинг                    | 23 января 2012   | 10,05               |
| Касл и Бекетт расследуют убийство знаменитого собачьего тренера. Расследование приводит их к харизматичной звезде реалити-шоу Кей Каппуччио. Эта любимица таблоидов и жёлтой прессы добилась признания и звёздного статуса, не выявляя особых умений или талантов. И, кажется, ей есть что скрывать. В её истории есть тёмное пятно. Может быть, это убийство? |            |                                                        |                |                                |                  |                     |
| 72 | 14         | «Голубая бабочка» «The Blue Butterfly»                 | Чак Боумен     | Теренс Пол Винтер              | 6 февраля 2012   | 8,70                |
| Расследуя убийство кладоискателя, Касл и Беккет обнаруживают, что дело связано с загадочным убийством 1947 года, в котором был замешан частный детектив. Касл понимает, что единственный способ раскрыть нынешнее убийство — раскрыть убийство из прошлого. При помощи старого дневника частного детектива 40-х годов, который нашла команда убойного отдела, Касл начинает представлять, что некоторые из детективов и его друзей — люди из дневника. Все из участка примеряют на себя стереотипные роли 40-х. Дело 1947 года будет представлено в виде стилизованного флешбека, где Касл выступит в роли частного детектива, а Беккет — роковой женщины, любовницы гангстера, Райан и Эспозито становятся головорезами, работающими на гангстера... Серия меняется от настоящего к прошлому, где в прошлом персонажи Касла и Беккет влюблены друг в друга и ведут себя, наслаждаясь друг другом, так, как в настоящем пока и не додумались. |            |                                                        |                |                                |                  |                     |
| 73 | 15         | «Пандора» «Pandora»                                    | Брайан Спайсер | Дэвид Аманн                    | 13 февраля 2012  | 8,86                |
| Касл и Бекетт преследуют жестокого убийцу, который, как они позже выясняют, является частью международного заговора. К расследованию их привлекает София Террнер — умный и привлекательный оперативный сотрудник ЦРУ, за плечами которой непростое прошлое с Каслом. София Террнер была вдохновением Касла для образа Клары Страйк, агента ЦРУ в серии книг о Деррике Шторме, и бывшей девушкой писателя. |            |                                                        |                |                                |                  |                     |
| 74 | 16         | «Стержень» «Linchpin»                                  | Роб Боумен     | Эндрю У. Марлоу                | 20 февраля 2012  | 9,73                |
| Расследование совместно с ЦРУ продолжается. Касл и Беккет участвуют в гонках, чтобы найти «Стержень» и остановить первую игру-домино в цепочке событий, которая может погрузить Соединённые Штаты и весь мир в Третью Мировую войну. Тем временем Касл неожиданно узнаёт факты о своём отце. |            |                                                        |                |                                |                  |                     |
| 75 | 17         | «Однажды преступив закон» «Once Upon A Crime»          | Джефф Блекнер  | Кэйт Сарджент                  | 27 февраля 2012  | 9,10                |
| Когда женщина, одетая как Красная шапочка, найдена мёртвой в лесу с отметками когтей по всему телу, а вскоре после этого убита и Белоснежка, обнаруженная с ядовитым яблоком в руке, Касл и Беккет понимают, что охотятся на «убийцу по сказкам братьев Гримм», и им нужно его поймать прежде, чем он убьёт снова. Но ничего не получается, так как кажется, что всё наполнено обманом, предательством, тайнами и убийством. |            |                                                        |                |                                |                  |                     |
| 76 | 18         | «Танцы со смертью» «A Dance with Death»                | Кевин Хокс     | Мойра Деккер                   | 19 марта 2012    | 11,52               |
| Когда Одетт Мортон, участница знаменитого реалити-шоу «Ночь танца», найдена мёртвой в своей гримёрке, Касл и Беккет должны пройти через все повороты этого дела, при этом не наступив друг другу на ноги. Углубившись в прошлое Одетт, они обнаруживают, что эта восходящая звезда скрывала шокирующую тайну, которая, возможно, и привела её к смерти. |            |                                                        |                |                                |                  |                     |
| 77 | 19         | «47 секунд» «47 Seconds»                               | Пол Нолахан    | Шалиша Фрэнсис                 | 26 марта 2012    | 11,87               |
| Когда взорвавшаяся во время акции протеста бомба уносит жизни пяти человек, Касл и Беккет обнаруживают, что ключ к раскрытию данного дела — это восстановление последних 47 секунд перед взрывом. Используя видео и показания очевидцев, они раскрывают шокирующую правду о том, кто же заложил эту бомбу. Между тем, допрашивая подозреваемого, Кейт говорит ему, что когда в неё стрелял снайпер, она помнит каждую секунду из того, что там происходило. Касл слышит это из комнаты для наблюдения и понимает, что Кейт его обманула. |            |                                                        |                |                                |                  |                     |
| 78 | 20         | «Британец» «The Limey»                                 | Билл Роу       | Элизабет Дэвис                 | 2 апреля 2012    | 11,69               |
| Обаятельный детектив из Скотланд-Ярда Колин Хант совместно с Каслом и Беккет расследует убийство дочери своего друга. Найджел Уинтроп является помощником Генерала Британского Консульства, которого Касл и Беккет подозревают в том, что он способен на гораздо большее, чем просто посольские обязанности и дипломатические обеды. Между тем, Ленни убеждает Беккет, что она должна сделать шаг по направлению к Каслу, или будет слишком поздно. |            |                                                        |                |                                |                  |                     |
| 79 | 21         | «Охотники за головами» «Headhunters»                   | Джон Терлески  | Алекси Хоули                   | 16 апреля 2012   | 11,23               |
| В связи с напряжёнными отношениями между ним и Беккет, Касл находит себе нового партнёра — детектива Итана Слоттера, жёсткого и колоритного полицейского из городского отделения. Но Касл получает нечто большее, чем он ожидал, когда Слогтер показывает ему обратную сторону работы полиции, которая ставит Касла в опасное положение, как никогда ранее. А между тем, Беккет обсуждает сложившуюся ситуацию со своим психологом — доктором Берком. |            |                                                        |                |                                |                  |                     |
| 80 | 22         | «Снова бессмертен» «Undead Again»                      | Билл Роу       | Кристина Бойлан                | 30 апреля 2012   | 11,08               |
| Когда Касл и Беккет расследуют убийство человека со следами человеческих укусов на теле, дикие теории Касла начинают свой полёт. Но ни одна из них не является настолько дикой, как та, на которой настаивает их единственный свидетель: что произошло нападение зомби. Поскольку доказательства, указывающие на неживого противника, накапливаются, — команда погружается в субкультуру зомби Нью-Йорка, чтобы найти убийцу и привести его в состояние — мёртвый, не мёртвый, живой. |            |                                                        |                |                                |                  |                     |
| 81 | 23         | «Всегда» «Always»                                      | Роб Боумен     | Терри Миллер и Эндрю У. Марлоу | 7 мая 2012       | 12,36               |
| Когда убийство армейского ветерана наводит Беккет на след человека, который стрелял в неё, Касл должен решить, скольким он готов пожертвовать, чтобы защитить её. Как только тайны будут открыты и чувства вынесены на обсуждение, жизнь детективов в 12-м участке уже никогда не будет прежней. |            |                                                        |                |                                |                  |                     |

### Сезон 5 (2012-13)
| № общий | № в сезоне | Название                                                      | Режиссёр        | Автор сценария               | Дата премьеры    | Зрители в США (млн) |
| --- | ---------- | ------------------------------------------------------------- | --------------- | ---------------------------- | ---------------- | ------------------- |
| 82 | 1          | «После бури» «After the Storm»                                | Роб Боумен      | Дэвид Аманн                  | 24 сентября 2012 | 10,45               |
| После четырёх лет «они будут вместе» или «они не будут вместе», Ричард Касл и Кейт Беккет наконец-то признались в своих чувствах друг к другу. Серия начинается на следующее утро после прихода Беккет к Каслу домой, и им придётся ответить самим себе на вопрос — это одноразовая встреча или они теперь пара? Но прежде чем они найдут ответы, они ещё должны разобраться с киллером, охотящимся за Кейт, ведь она слишком глубоко копнула в деле убийства своей матери — Джоанны Беккет. Помимо этого Кейт окажется втянутой в конфликт с сенатором США. |            |                                                               |                 |                              |                  |                     |
| 83 | 2          | «Облачно, возможно убийство» «Cloudy With A Chance of Murder» | Кейт Вудс       | Элизабет Дэвис               | 1 октября 2012   | 10,35               |
| Беккет возвращается в участок после своего увольнения. В первый же день после возвращения в участок Кейт и Касл попадают в скандальный мир местных телевизионных новостей, когда известная ведущая выпусков погоды найдена мёртвой. Достаточно тяжело выбрать правильный курс в индустрии, наполненной предательством и непомерными амбициями, но они должны сделать это, одновременно скрывая свои новые отношения от коллег. |            |                                                               |                 |                              |                  |                     |
| 84 | 3          | «Твои секреты останутся со мной» «Secret's Safe With Me»      | Джон Терлески   | Теренс Винтер                | 8 октября 2012   | 10,61               |
| Когда молодая женщина таинственно убита, Касл и Беккет обнаруживают, что её смерть может быть связана с чем-то, что находится на хранении в контейнере для аукциона распродажи вещей должников. Как это «что-то» связано с её смертью? Как в куче хлама найти «что-то», из-за чего можно убить? Расследование приводит Касла и Беккет к шокирующей правде. |            |                                                               |                 |                              |                  |                     |
| 85 | 4          | «Он написал убийство» «Murder, He Wrote»                      | Роб Боумен      | Дэвид Грае                   | 15 октября 2012  | 10,94               |
| Романтические выходные Касла и Беккет в Хэмптонсе рушатся, когда умирающий человек падает в бассейн на заднем дворе дома Касла. Им не удаётся избежать соблазна расследования, и чтобы найти убийцу, они вместе с неопытным шерифом небольшого городка приступают к расследованию. |            |                                                               |                 |                              |                  |                     |
| 86 | 5          | «Возможная причина» «Probable Cause»                          | Джон Терлески   | Эндрю У. Марлоу              | 29 октября 2012  | 11,95               |
| В ходе расследования шокирующего ритуального убийства Беккет и её команда обнаруживают неожиданные факты, связывающие Касла с этим убийством. Все доказательства против него, их верность проходит испытание, и когда неожиданные откровения выходят наружу, Беккет задаётся вопросом, действительно ли она хорошо узнала своего возлюбленного и партнёра за 4 года. |            |                                                               |                 |                              |                  |                     |
| 87 | 6          | «Последний рубеж» «The Final Frontier»                        | Джонатан Фрейкс | Кейт Саджиант                | 5 ноября 2012    | 10,02               |
| Во время расследования убийства на научно-фантастическом конвенте Беккет и Касл столкнулись с неугомонными поклонниками фантастических произведений в костюмах прототипов, с самовлюблёнными знаменитостями и с изобилием трагедий. |            |                                                               |                 |                              |                  |                     |
| 88 | 7          | «Лебединая песня» «Swan Song»                                 | Дэвид Баррет    | Роб Ханнинг                  | 12 ноября 2012   | 10,07               |
| Убит ведущий гитарист рок-группы, и команда киношников, сопровождавшая группу в турне, находит новый объект для съёмок — они направляют свои камеры на Касла, Беккет и других копов, пока те пытаются раскрыть дело. В итоге получился эпизод в документальном стиле, который позволяет увидеть непознанные стороны героев, пока те исследуют мир, далёкий от рок-н-ролльной сцены. |            |                                                               |                 |                              |                  |                     |
| 89 | 8          | «Сверхурочные» «After Hours»                                  | Дэвид Баррет    | Шалиша Фрэнсис               | 19 ноября 2012   | 10,48               |
| После неудавшегося ужина в стиле «Знакомства с родителями» препирающихся Касла и Беккет отправляют разыскать единственного свидетеля убийства, но они попадают в засаду и вынуждены скрываться вместе со свидетелем. Оказавшись ночью не в самой лучшей части города, без телефонов, значка и пистолета, Касл и Беккет должны найти способ защитить свидетеля от бандитов, если, конечно, они раньше не переубивают друг друга. |            |                                                               |                 |                              |                  |                     |
| 90 | 9          | «Тайный Санта» «Secret Santa»                                 | Пол Нолан       | Кристин Ром                  | 3 декабря 2012   | 8,50                |
| Когда бородатый пухлый мужчина в красном костюме Санты с удостоверением личности на имя Криса Крингла падает с неба в Центральном парке, Касл и Беккет устремляются на поиск человека, который убил Санту. Вскоре они обнаруживают, что Святой Ник скорее был склонным к хулиганству, чем к добропорядочным поступкам. Тем временем Касл и Беккет готовятся к своему первому совместному Рождеству. |            |                                                               |                 |                              |                  |                     |
| 91 | 10         | «Значимее остальных» «Significant Others»                     | Холли Дэйл      | Теренс Винтер                | 7 января 2013    | 8,66                |
| Убит влиятельный адвокат по разводам, представлявший только женщин, Касл и Беккет, сталкиваются со множеством бывших недовольных мужей, любой из которых мог быть убийцей. Тем временем бывшая жена Касла — Мередит приезжает в квартиру Касла, чтобы заботиться об их дочери Алексис, которая заболела, и что еще хуже, Беккет также вынуждена переехать в квартиру Ричарда на то время, пока в её квартире происходит дезинфекция. Все это вызывает напряженность, чувство юмора и немного больше, чем неловкость.                                         |            |                                                               |                 |                              |                  |                     |
| 92 | 11         | «Под воздействием» «Under The Influence»                      | Джон Терлески   | Элизабет Биэлл               | 14 января 2013   | 9,14                |
| Находящийся на пути к славе диджей убита на вечеринке по случаю выхода альбома поп-звезды. Беккет и Каслу придётся погрузиться в бурный мир музыкальной индустрии Нью-Йорка. Когда расследование приводит к проблемному подростку, Эспозито берёт ребёнка под своё крыло, надеясь направить его на верный путь прежде, чем станет слишком поздно. |            |                                                               |                 |                              |                  |                     |
| 93 | 12         | «Смерть сошла с ума» «Death Gone Crazy»                       | Билл Роу        | Джейсон Уилборн              | 21 января 2013   | 8,82                |
| Убит Бо Рэндольф, основатель взрослого видео-хита «Ученицы колледжа сходят с ума». Касл и Беккет сталкиваются с длинным списком мужей, отцов и бывших учениц колледжа: у них у всех есть повод. Чтобы найти убийцу, Касл и Беккет должны глубоко копнуть в жизнь жертвы, где они находят неожиданности на каждом шагу. Также в этом эпизоде Алексис начинает вести свой видеоблог, но Касл этому не рад, потому что обнародованы личные и близкие детали её жизни.                                                                                           |            |                                                               |                 |                              |                  |                     |
| 94 | 13         | «Отдача» «Recoil»                                             | Том Райт        | Роб Хэннинг и Купер МакМеинс | 4 февраля 2013   | 8,89                |
| Расследуя убийство молодой женщины, Касл и Беккет находят доказательства, которые связывают её смерть с сенатором Брэкеном, человеком, ответственным за убийство матери Беккет. Полная решимости отдать Брэкена правосудию, Беккет вскоре понимает, что всё гораздо сложнее, чем кажется. |            |                                                               |                 |                              |                  |                     |
| 95 | 14         | «Звёздная болезнь» «Reality Star Struck»                      | Ларри Шоу       | Дэвид Грей                   | 11 февраля 2013  | 8,97                |
| Расследуя убийство молодой восходящей звезды с шоу «Настоящие домохозяйки», Касл и Беккет получают полное представление о реалити-шоу в стиле «Жён с Уолл-Стрит». Тем временем Касл пытается сделать Беккетт подарок ко дню святого Валентина, но его планы нарушаются. |            |                                                               |                 |                              |                  |                     |
| 96 | 15         | «Мишень» «Target»                                             | Билл Рой        | Дэвид Аманн                  | 18 февраля 2013  | 9,85                |
| Касл и Беккет начинают расследование убийства, в ходе чего раскрывается заговор с целью похищения дочери богатого ближневосточного бизнесмена и дочери самого Касла. |            |                                                               |                 |                              |                  |                     |
| 97 | 16         | «Охота» «Hunt»                                                | Роб Боумен      | Эндрю У. Марлоу              | 25 февраля 2013  | 10,77               |
| Усилия Касла, разыскивающего похищенную дочь, подвергают его собственную жизнь опасности. Алексис оказывается не случайной жертвой, а основной целью похищения. |            |                                                               |                 |                              |                  |                     |
| 98 | 17         | «Напуганный до смерти» «Scared To Death»                      | Рон Андервуд    | Шэлиша Фрэнсис               | 18 марта 2013    | 11,23               |
| Когда молодая женщина словно умерла от ужаса через три дня после просмотра «призрачного» DVD, Касл и Беккет начинают работать над одним из самых жутких дел. Положение усугубляется, когда Касл убеждается в том, что также помечен Смертью, так как случайно просмотрел проклятый фильм. |            |                                                               |                 |                              |                  |                     |
| 99 | 18         | «Дикий Ровер» «The Wild Rover»                                | Роб Харди       | Теренс Пол Винтер            | 25 марта 2013    | 10,57               |
| Когда в машине для замешивания теста обнаружено тело, то расследование дела выводит Касла и Беккет на ирландскую банду в Статен-Айленда и красивую владелицу бара по имени Шиван О'Дул. К общему удивлению, у детектива Райана есть запутанная история отношений с Шиван и преступным кланом Стейтен-Айленда еще со времен его работы под прикрытием в отделе по борьбе с наркотиками. Когда дело заходит в тупик, Райан должен вернуться к работе под прикрытием, чтобы найти убийцу, но это усложняет его отношения с женой.                               |            |                                                               |                 |                              |                  |                     |
| 100 | 19         | «Жизни других» «The Lives of Others»                          | Ларри Шоу       | Терри Миллер и Эндрю Марлоу  | 1 апреля 2013    | 11,79               |
| В 100-м эпизоде шоу Касл оказывается в неприятном для себя положении, так как НЕ может работать над делом. И в то время как он вынужден оставаться в лофте из-за сломанной ноги, Беккет уходит, чтобы без его помощи расследовать дело об убийстве следователя налогового управления, оставив его несчастным и скучающим. Но когда он решает, что стал свидетелем убийства молодой женщины, которое произошло в квартире через дорогу, то становится вовлечен в таинственное убийство в стиле «Окно во двор», которое произошло так близко от его дома.      |            |                                                               |                 |                              |                  |                     |
| 101 | 20         | «Быстрый и пушистый» «The Fast and the Furriest»              | Джонатан Фрейкс | Кристин Ром                  | 15 апреля 2013   | 10,18               |
| Когда Касл и Беккет находят огромные следы на месте жестокого убийства, команде приходится противостоять маловероятной теории, что убийца — Йети. Но отправившись в мир исследований приматов, охоты на крупную дичь и мифологических существ, они обнаруживают, что если найдут того, кто ответственен за убийство (человека или зверя), то они сами могут оказаться в списке исчезающих видов. |            |                                                               |                 |                              |                  |                     |
| 102 | 21         | «Голубь и перепелка» «The Squab and the Quail»                | Паул Холахан    | Джейсон Вилборн и Адам Фрост | 22 апреля 2013   | 11,76               |
| Беккет поручают защищать Эрика Вона, очаровательного предпринимателя-миллиардера, чья жизнь находится в опасности, она начинает размышлять над их с Каслом отношениями, которые никоим образом не развиваются. Тем временем Касл прикладывает невероятные усилия для раскрытия дела, чтобы разъединить этих двоих. |            |                                                               |                 |                              |                  |                     |
| 103 | 22         | «Замри» «Still»                                               | Билл Рой        | Роб Хэннинг                  | 29 апреля 2013   | 10,53               |
| Жизнь Беккет оказывается под угрозой, когда она случайно наступает на заминированное взрывное устройство (в результате чего любое её движение может спровоцировать взрыв). Пока команда пытается сделать всё, чтобы разминировать его, Касл решает отвлечь Беккет спором о том, кто из них первый «запал» друг на друга. |            |                                                               |                 |                              |                  |                     |
| 104 | 23         | «Человеческий фактор» «The Human Factor»                      | Билл Рой        | Дэвид Аманн                  | 6 мая 2013       | 10,84               |
| Когда Национальная Безопасность блокирует место преступления, где взорвалась машина, Касл и Беккет оказываются с двумя тайнами на руках: кем была жертва, правительственный информатор, и почему федеральные агенты пытаются заняться этим делом? Интрига усиливается, когда выясняется, что жертва была убита не взрывом бомбы в машине, а военной ракетой. |            |                                                               |                 |                              |                  |                     |
| 105 | 24         | «Переломный момент» «Watershed»                               | Джон Терлески   | Эндрю У. Марлоу              | 13 мая 2013      | 11,16               |
| Собеседование в высокопоставленном федеральном правоохранительном учреждении заставляет Беккет переосмыслить, чего она хочет от своей работы — и от своих отношений с Каслом. Тем временем, тело молодой девушки находят плавающим в баке с водой, расположенном на территории одного из таунхаусов. Однако по мере продвижения расследования героям становится ясно, что место обнаружения тела является лишь одной из многих странных вещей, связанных со смертью жертвы.                                                                                  |            |                                                               |                 |                              |                  |                     |

### Сезон 6 (2013-14)
| № общий | № в сезоне | Название                                                     | Режиссёр      | Автор сценария                        | Дата премьеры    | Зрители в США (млн) |
| --- | ---------- | ------------------------------------------------------------ | ------------- | ------------------------------------- | ---------------- | ------------------- |
| 106 | 1          | «Валькирия» «Valkyrie»                                       | Джон Терлески | Роб Хэннинг                           | 23 сентября 2013 | 11,46               |
| Беккет раздумывает над тем, принять ли ей предложение о работе федерального агента в Вашингтоне — и все только усложнилось из-за предложения Касла. В итоге Касл и Беккет будут разбираться с последствиями их решений в игре, где ставки очень высоки. |            |                                                              |               |                                       |                  |                     |
| 107 | 2          | «Мир грёз» «Dreamworld»                                      | Том Райт      | Дэвид Грэй                            | 30 сентября 2013 | 10,88               |
| Кейт Беккет соревнуется со временем, пытаясь найти украденный из лаборатории смертельный токсин, способный убить десятки тысяч людей. Но, что еще хуже, Касл оказывается тоже заражен вирусом и узнает, что жить ему осталось меньше суток. |            |                                                              |               |                                       |                  |                     |
| 108 | 3          | «Служебная тайна» «Need to Know»                             | Ларри Шоу     | Элизабет Билл                         | 7 октября 2013   | 10,51               |
| Пока Беккет все еще в Вашингтоне, Касл с ребятами из 12 участка расследует убийство бывшей подающей надежды звезды-подростка Чарли Рейнольдса, который прославился, играя роль милашного ботана в ситкоме про старшую школу на заре 90-х годов. Однако дело получает неожиданный поворот — агенты ФБР Беккет и МакКорд прилетают из Вашингтона в Нью-Йорк, чтобы взять расследование под свою юрисдикцию, создавая тем самым напряженную атмосферу во всем участке. Почему Федеральное Бюро заинтересовалось убийством актера, чья звезда так и не взошла на небосклоне? Независимо от причин, Беккет и МакКорд хранят молчание. Тем временем, Рику приходится мириться с присутствием нового гостя в 12 участке в лице детектива Френка «Салли» Салливана. |            |                                                              |               |                                       |                  |                     |
| 109 | 4          | «Самый преданный фанат» «Number One Fan»                     | Джон Терлески | Теренс Уинтер                         | 14 октября 2013  | 11,11               |
| Доведенная до отчаянья молодая подозреваемая в убийстве, Эмма Риггс захватывает заложников и угрожает оружием. Неожиданно она настаивает, что будет вести переговоры только с одним человеком – Ричардом Каслом. |            |                                                              |               |                                       |                  |                     |
| 110 | 5          | «Время покажет» «Time Will Tell»                             | Роб Боуман    | Терри Миллер и Эндрю У. Марлоу        | 21 октября 2013  | 10,59               |
| Расследование убийства приводит Касла и Беккет к подозреваемому, который называет себя путешественником во времени, который прибыл из будущего. Его миссия – предотвращения ужасных событий, которые могут изменить историю человечества. Кто он? Убийца, который пытается ввести в заблуждение, или он действительно говорит правду? |            |                                                              |               |                                       |                  |                     |
| 111 | 6          | «Игра на сообразительность» «Get a Clue»                     | Холли Дейл    | Кристин Роум                          | 28 октября 2013  | 10,69               |
| Касл и Беккет расследуют загадочное убийство молодой женщины, которую нашли в ритуальной позе. Когда команда находит коллекцию странных символов в её квартире, главным подозреваемым оказывается таинственный монах. Касл уверен, что они наткнулись на заговор в стиле «Кода да Винчи». Тем временем сам Касл пытается смириться с фактом, что Алексис и Пи живут вместе. |            |                                                              |               |                                       |                  |                     |
| 112 | 7          | «Яблочко от яблони» «Like Father, Like Daughter»             | Пол Холэхэн   | Марк Дьюб                             | 4 ноября 2013    | 10,87               |
| Алексис просит Касла о помощи в последней попытке найти доказательства того, что обитатель камеры смертников, Фрэнк Хенсон, был осужден за убийство ошибочно. До приведения приговора в исполнения остаётся всего 72 часа. За это время отец и дочь, при поддержке детектива Беккет, должны сделать всё, чтобы раскрыть тайны, которые могут решить судьбу Фрэнка и спасти его жизнь. |            |                                                              |               |                                       |                  |                     |
| 113 | 8          | «Убийство — это навсегда» «A Murder Is Forever»              | Билл Роу      | Чед Гомес Криси и Дара Ресник Криси   | 11 ноября 2013   | 10,05               |
| Когда убит известный консультант по отношениям, кажется, что именно доступ к тайнам клиентов привел её к смерти. Но, когда Касл и Беккет узнают, что она обладала раритетами на миллионы долларов, они понимают, что дело может оказаться сложнее и опаснее, чем они поначалу предполагали. |            |                                                              |               |                                       |                  |                     |
| 114 | 9          | «Последователь» «Disciple»                                   | Роб Боуман    | Дэвид Аманн                           | 18 ноября 2013   | 10,93               |
| Когда Касл и Беккет прибывают на место преступления они видят, что жертва имеет невероятную схожесть с судебно-медицинским экспертом их участка — Ленни Пэриш. Пока члены команды пытаются разгадать эту тайну, становится очевидно, что целью убийцы могут быть детективы из 12-го участка. |            |                                                              |               |                                       |                  |                     |
| 115 | 10         | «Хороший, плохой и ребенок» «The Good, The Bad and The Baby» | Джон Терлески | Терри Эдда Миллер                     | 25 ноября 2013   | 11,41               |
| Когда истекающий кровью человек падает в церкви, он передает перед смертью священнику таинственный сверток. Этот сверток оказывается улыбающимся малышом. В итоге, Касл и Беккет становятся невольными няньками новорожденному малышу. Но когда они понимают, что ребенок и жертва не были связаны, то выясняют, что найти его настоящих родителей может быть настолько же трудно, насколько трудно раскрыть дело об убийстве. |            |                                                              |               |                                       |                  |                     |
| 116 | 11         | «Под огнём» «Under Fire»                                     | Пол Холан     | Эндрю Марлоу и Дэвид Аманн            | 6 января 2014    | 8,83                |
| Касл и Беккет обнаруживают, что жертва пожара на самом деле была застрелена. В ходе расследования они выходят на след серийного поджигателя, который стал убийцей. Тем временем, Дженни, жена Райана, готовится к родам, однако некая катастрофа угрожает радостному событию. |            |                                                              |               |                                       |                  |                     |
| 117 | 12         | «Под прикрытием» «Deep Cover»                                | Том Райт      | Теренс Уинтер                         | 13 января 2014   | 9,03                |
| Убийство молодого работника видеомагазина приобретает неожиданный поворот, когда команда детективов выясняет, что в прошлом парень был первоклассным хакером. Однако все это меркнет по сравнению с тем, что расследование приводит Беккет и компанию прямиком к отцу Касла — Джексону Ханту. |            |                                                              |               |                                       |                  |                     |
| 118 | 13         | «В центре внимания» «Limelight»                              | Билл Рой      | Роб Ханнинг                           | 20 января 2014   | 8,96                |
| Подающая большие надежды молодая поп-звезда найдена мертвой в аллее. Касл и Беккет вынуждены окунуться в звездную жизнь жертвы, полную отвязных вечеринок. Но чем больше они копают, тем больше шокирующих подробностей всплывает, что создает угрозу ходу расследования. |            |                                                              |               |                                       |                  |                     |
| 119 | 14         | «Одета убийственно» «Dressed to Kill»                        | Жано Сзварк   | Элизабет Билл                         | 3 февраля 2014   | 10,02               |
| Помощница редактора журнала «Современная мода», Матильды Кинг, найдена убитой. В процессе расследования, Касл и Беккет попадают в блестящий и безжалостный мир высокой моды. Между тем, прошлое Беккет как модели позволяет ей найти удивительное свадебное платье. |            |                                                              |               |                                       |                  |                     |
| 120 | 15         | «Повеяло юностью» «Smells Like Teen Spirit»                  | Кевин Хукс    | Чед Гомес Крейси и Дана Ресник Крейси | 17 февраля 2014  | 7,75                |
| Убийство девушки в старшей школе возвращает Касла в одну из его многочисленных альма-матер. Касл в восторге, узнав, что доказательства указывает на необычного преступника — подростка, обладающего телекинезом. Это преступление отправляет Касла и Беккет в таинственную жизнь «Телекинеза». |            |                                                              |               |                                       |                  |                     |
| 121 | 16         | «Комната 147» «Room 147»                                     | Билл Рой      | Адам Фрост                            | 24 февраля 2014  | 8,69                |
| Молодая женщина, страдающая от сознания своей вины, признается в убийстве. Она говорит детали происшествия, которые мог знать только убийца. Касл и Беккет понимают, что дело будет легким, пока они не находят доказательство, что их подозреваемый не может быть убийцей. А когда в этом же преступлении признается еще один человек, команда понимает, что этот случай намного более запутанный, чем они думали вначале. |            |                                                              |               |                                       |                  |                     |
| 122 | 17         | «В брюхе зверя» «In the Belly of the Beast»                  | Роб Боуман    | Эндрю Марлоу и Дэвид Аманн            | 3 марта 2014     | 8,38                |
| Беккет соглашается помочь в расследовании дела «Отдела по борьбе с наркотиками», но обычная операция становится смертельно опасной, когда работа под прикрытием набирает обороты. Чтобы выжить, Кейт должна принять участие в борьбе умов с самыми опасными людьми преступного мира Нью-Йорка, включая и влиятельного врага из её прошлого. |            |                                                              |               |                                       |                  |                     |
| 123 | 18         | «Путь ниндзя» «The Way of the Ninja»                         | Ларри Шоу     | Кристин Роум и Шон Ваугх              | 17 марта 2014    | 9,99                |
| Когда японская балерина загадочна убита, при расследовании Касл и Беккет раскрывают её тайную жизнь и находят доказательства того, что она была убита ниндзя. |            |                                                              |               |                                       |                  |                     |
| 124 | 19         | «Ради общего блага» «The Greater Good»                       | Холли Дейл    | Дэвид Грае                            | 24 марта 2014    | 9,78                |
| Касл и Беккет расследуют убийство торговца с Уолл-стрит, но дело принимает шокирующий оборот, когда они обнаруживают, что жертва была тайным осведомителем прокурора Южного округа. Дело осложняется тем, что прокурор — это Элизабет Уэстон, сестра капитана Гейтс. |            |                                                              |               |                                       |                  |                     |
| 125 | 20         | «Шоу 70-х» «That '70s Show»                                  | Джон Терлески | Дэвид Аманн                           | 21 апреля 2014   | 9,76                |
| При сносе здания, построенного в 1978 году, обнаруживают останки известного мафиози времен «диско». Детективы 12-го участка и Касл начинают задавать вопросы всем недругам и друзьям жертвы и неожиданно находят того, кто может им сказать имя убийцы. Проблема лишь в том, что этот свидетель живет в своем мире, где все время 1978 год. Чтобы добиться от него хоть чего-нибудь, детективы, судмедэксперты и простые полицейские перевоплощаются в своих аналогов из 70-х и превращают 12 участок в маленький островок эпохи «диско». Незадолго до этого Марта занялась цветочной композицией для свадьбы Ричарда и Кейт. Энтузиазм Марты вызвал напряжение между ней и Каслом.                                                                         |            |                                                              |               |                                       |                  |                     |
| 126 | 21         | «Закон и скейтер» «Law & Boarder»                            | Том Райт      | Джим Адлер                            | 28 апреля 2014   | 10,39               |
| Расследование убийства первоклассного скейтбордиста указывает на нераскрытое убийство ребенка в прошлом жертвы. |            |                                                              |               |                                       |                  |                     |
| 127 | 22         | «Истина» «Veritas»                                           | Роб Боуман    | Роб Ханнинг и Теренс Уинтер           | 5 мая 2014       | 9,00                |
| Дело об убийстве матери снова преследует Беккет. Некий «Мистер Смит», якобы давно умерший в больнице, возвращается, чтобы рассказать Беккет и Каслу про кассету, с доказательствами причастности сенатора Брекена к многочисленным преступлениям и к смерти Джоанны Беккет в частности. |            |                                                              |               |                                       |                  |                     |
| 128 | 23         | «В горе и в радости» «For Better or For Worse»               | Джон Терлески | Терри Миллер и Эндрю У. Марлоу        | 12 мая 2014      | 10,59               |
| До долгожданного момента, когда детектив Кейт Беккет превратится в детектива Кейт Касл остались считанные часы. Осталось только подать документы и можно надевать платье. Однако, как выясняется, не только у Касла была бурная личная жизнь... |            |                                                              |               |                                       |                  |                     |

### Сезон 7 (2014-15)
| № общий | № в сезоне | Название                                                 | Режиссёр     | Автор сценария                      | Дата премьеры    | Зрители в США (млн) |
| --- | ---------- | -------------------------------------------------------- | ------------ | ----------------------------------- | ---------------- | ------------------- |
| 129 | 1          | «Загнанный» «Driven»                                     | Роб Боумен   | Дэвид Аманн                         | 29 сентября 2014 | 10,75               |
| Ричард Касл направляется в свой дом в Хэмптон, где должна состояться долгожданная церемония бракосочетания между ним и Беккет. Однако на пути туда его настигает зловещий черный внедорожник. Беккет, изнывающей от ожидания, звонят и вызывают на место ДТП. В спешке приехав на место аварии, она обнаруживает автомобиль Касла в овраге, объятый пламенем. Кто или что стало причиной аварии Касла? Выжил ли жених Беккет? |            |                                                          |              |                                     |                  |                     |
| 130 | 2          | «Монреаль» «Montreal»                                    | Олрик Райли  | Эндрю У. Марлоу                     | 6 октября 2014   | 9,60                |
| Новое дело: жертвой становится генеральный директор компании, производящей детские игрушки. Вся команда занята поиском убийцы. Меж тем, Касл обнаруживает тонкую ниточку, которая может помочь ему разгадать тайну своего похищения — и естественно, решает провести своё собственное расследование. |            |                                                          |              |                                     |                  |                     |
| 131 | 3          | «Прямая и явная угроза» «Clear and Present Danger»       | Кейт Вудс    | Дара и Чед Кризи                    | 13 октября 2014  | 9,30                |
| Убит профессиональный игрок в бильярд. В ходе расследования Касл и Беккет вынуждены всерьез предполагать, что убийца, возможно, наделен паранормальными способностями. Параллельно с расследованием Ричард и Кейт стараются наладить свою личную жизнь. |            |                                                          |              |                                     |                  |                     |
| 132 | 4          | «Детская игра» «Child's play»                            | Роб Боумен   | Роб Ханнинг                         | 20 октября 2014  | 8,82                |
| Убит торговец мороженым. Касл и Беккет предполагают, что помочь в раскрытии этого убийства может неизвестный (пока!) школьник. Касл берется за дело...прямо в начальной школе, где он и пытается выяснить личность маленького свидетеля. |            |                                                          |              |                                     |                  |                     |
| 133 | 5          | «Убийственное фото» «Meme is Murder»                     | Билл Роу     | Джим Адлер                          | 27 октября 2014  | 8,75                |
| Убита интернет-знаменитость. В ходе расследования Касл и Беккет обнаруживают, что убийца выкладывает во Всемирную сеть сделанные им же фотографии мест преступлений. Это наводит их на мысль о том, что убийца — опасный высокоактивный социопат, получающий удовольствие от собственной «известности». И вполне возможно, он уже ищет себе новые жертвы. Касл и Беккет идут по следу... |            |                                                          |              |                                     |                  |                     |
| 134 | 6          | «Время нашей жизни» «Time of our lives»                  | Пол Холахан  | Терри Эдда Миллер                   | 10 ноября 2014   | 9,52                |
| Расследование убийства неожиданно отправляет Касла в альтернативную реальность. В этой реальности он никогда не встречал Кейт Беккет. И Ричарду придется очень постараться, чтобы убедить Беккет, Райана и Эспозито, абсолютно незнакомых ему теперь людей, позволить ему принять участие в расследовании, которое поможет ему найти путь обратно в родную реальность. Это путешествие вдохновляет Касла и Беккет наконец-то отправиться к алтарю. |            |                                                          |              |                                     |                  |                     |
| 135 | 7          | «Однажды на Диком Западе» «Once Upon A Time In The West» | Олрик Райли  | Теренс Пол Винтер                   | 17 ноября 2014   | 9,38                |
| Касл и Беккет узнают, что жертва, возможно, была отравлена на тематическом курорте, стилизованном под Дикий Запад конца девятнадцатого века. Они решают посетить его, находясь под прикрытием и представляясь молодоженами, которыми на самом деле и являются, чтобы раскрыть правду и найти убийцу. |            |                                                          |              |                                     |                  |                     |
| 136 | 8          | «Аварийная остановка» «Kill Switch»                      | Жанно Шварц  | Дэвид Аманн                         | 24 ноября 2014   | 9,55                |
| Расследуя убийство следователя управления финансов, Эспозито оказывается в вагоне метро в числе заложников, захваченных преступником, вооружившимся пистолетом патрульного копа из линейного отдела. Время неумолимо отсчитывает секунду за секундой, коллеги прилагают максимум усилий для спасения Хавьера, но ни он сам, ни его друзья еще не знают, что пистолет в руках преступника — далеко не самое страшное его оружие... |            |                                                          |              |                                     |                  |                     |
| 137 | 9          | «Последний киногерой» «Last Action Hero»                 | Пол Холахан  | Кристин Ром                         | 1 декабря 2014   | 8,45                |
| Участвуя в очередном расследовании убийства, Касл узнает в жертве актера из боевиков, кумира его детства. Рик решительно настроен выяснить истину. |            |                                                          |              |                                     |                  |                     |
| 138 | 10         | «Плохой Санта» «Bad Santa»                               | Билл Роу     | Чед Гомес Кризи и Дара Ресник Кризи | 8 декабря 2014   | 7,32                |
| Врач из отделения неотложной помощи застрелен прямо на улице. Касл и Беккет обнаруживают, что убитый при жизни оказывал медицинские услуги одному из наиболее известных мафиозных кланов. Более того, выясняется, что глава клана знаком с Каслом. Меж тем, в преддверии Рождества, Эспозито и Лэйни пытаются достичь определяющего момента в их отношениях. |            |                                                          |              |                                     |                  |                     |
| 139 | 11         | «Касл, частный сыщик» «Castle, P.I.»                     | Милан Чейлов | Роб Ханнинг                         | 12 января 2015   | 6,77                |
| Перипетии предыдущего дела привели к отстранению Касла от полицейских расследований, поскольку для поимки преступника в тот раз он в некотором роде договорился с главой мафиозной семьи (тем самым рискуя омрачить репутацию всего двенадцатого участка). Но сидеть без дела Рик уже не может — он слишком привык к следственной работе, и поэтому приобретает себе лицензию частного детектива. |            |                                                          |              |                                     |                  |                     |
| 140 | 12         | «Эль Детективо» «Private Eye Caramba!»                   | Адам Фрост   | Ханель Кулпеппер                    | 19 января 2015   | 7,60                |
| Беккет и её команда заняты расследованием убийства молодой актрисы из популярного телесериала. В то же время другая актриса этого же сериала, известная звезда латиноамериканских «мыльных опер», нанимает Ричарда Касла в качестве частного сыщика. Рик приступает к собственному расследованию, но оценив его под иным углом, понимает, что оно напрямую связано с делом, которое ведет его супруга... |            |                                                          |              |                                     |                  |                     |
| 141 | 13         | «Я — свидетель» «I, Witness»                             | Том Райт     | Теренс Пол Винтер и Аманда Джонс    | 2 февраля 2015   | 7,41                |
| «У моего мужа есть любовница!» — с целью выяснить, так ли это, Касл в роли частного детектива принимается за порученное ему расследование. Однако дело принимает шокирующий оборот: частный детектив внезапно становится свидетелем убийства своей клиентки — причем предположительно её же собственным мужем. Не имея не только твердых доказательств его вины, но и доказательств того, что это вообще — убийство, Касл и Беккет вместе устремляются на поиски таковых. |            |                                                          |              |                                     |                  |                     |
| 142 | 14         | «Воскрешение» «Resurrection»                             | Билл Роу     | Дэвид Аманн                         | 9 февраля 2015   | 7,43                |
| Подозрение в убийстве молодой девушки падает на пластического хирурга Келли Ниман, уже встречавшуюся с Беккет и Каслом. Осведомленность Касла в деле о двойниках дает капитану Гейтс возможность договориться с окружным прокурором о временном возвращении Касла в участок в качестве полицейского консультанта. Но стоит команде детективов и частного сыщика продвинуться в расследовании убийства, как они внезапно обнаруживают связь этого дела с печально известным серийным убийцей Джерри Тайсоном, по прозвищу 3ХК. Старые враги вновь встречаются — но ни Касл, ни Беккет еще не знают, какие страшные планы вынашивает Тройной Убийца. И когда Рик уже уверен в победе правосудия — Тайсон наносит внезапный и страшный удар... |            |                                                          |              |                                     |                  |                     |
| 143 | 15         | «Расплата» «Reckoning»                                   | Роб Боумен   | Эндрю У. Марлоу                     | 16 февраля 2015  | 8,47                |
| Ставки изменились, и теперь копы из двенадцатого участка вынуждены вступить в схватку интеллектов, в которой их соперниками стали Джерри Тайсон и Келли Ниман. Время неумолимо уходит, часы тикают — и у детективов нет другого выхода, кроме как вычислить и остановить парочку серийных убийц до того, как они прикончат очередную жертву. Жертву, смерть которой может навсегда изменить жизнь в двенадцатом участке — если никто не успеет помешать Тройному Убийце и его хладнокровной расчетливой подруге свершить свою месть. |            |                                                          |              |                                     |                  |                     |
| 144 | 16         | «Неправильная вещь» «The Wrong Stuff»                    | Пол Холахан  | Терри Эдда Миллер                   | 23 февраля 2015  | 7,61                |
| Убит астронавт, принимавший участие в проекте симуляции полета космической экспедиции на Марс. Касл и Беккет, облачившись в скафандры (что, конечно же, вызывает у Касла просто щенячий восторг), принимаются за расследование прямо внутри программы симуляции. И внезапно сталкиваются с удивительным фактом: судя по всему, данное убийство совершено не человеком... Касл и Беккет вновь идут по следу. |            |                                                          |              |                                     |                  |                     |
| 145 | 17         | «Гонконгская кутерьма» «Hong Kong Hustle»                | Джанн Тёрнер | Чад Гомес Кризи                     | 16 марта 2015    | 8,95                |
| Очередное загадочное убийство в парке — но в этот раз Каскетт и иже с ними объединяют усилия с гостьей из Гонконга — компетентной, и весьма энергичной женщиной-детективом, владеющей информацией о жертве. И чем дальше Беккет и её друзья углубляются в расследование, тем больше становится понятно: возможно, и гонконгский детектив, и жертва могут оказаться не теми, кем кажутся. |            |                                                          |              |                                     |                  |                     |
| 146 | 18         | «В упор» «At Close Range»                                | Билл Роу     | Джим Адлер                          | 23 марта 2015    | 8,04                |
| Алекс Лопес, известный харизматичный конгрессмен, намерен выступить с речью на благотворительной акции. Обеспечивать безопасность почетного гостя призван детектив Райан. Все шло как по маслу — пока не зазвучали выстрелы... И теперь, чтобы выяснить личность убийцы, зрителям вместе с Кевином и его друзьями придется совершить «ретроспективный скачок» — иначе говоря, проанализировать события, предшествовавшие стрельбе... |            |                                                          |              |                                     |                  |                     |
| 147 | 19         | «Основания для ареста» «Habeas Corpse»                   | Кейт Вудс    | Роб Хэннинг                         | 30 марта 2015    | 8,16                |
| Найдено тело Ричи Фалько, адвоката, известного под прозвищем «Питбуль» и специализировавшегося на возмещении физического ущерба. Каслу и Бэккет и их друзьям приходится опрашивать как клиентов «Питбуля», так и конкурирующих с ним в этой области юристов, с целью выяснить — у кого из вышеперечисленных мог быть мотив для убийства известного правозащитника. Однако, углубившись в расследование, команда детективов плюс один писатель выясняют, что с убийством Ричи может быть связана поистине скандальная тайна... |            |                                                          |              |                                     |                  |                     |
| 148 | 20         | «Спящий» «Sleeper»                                       | Пол Холахан  | Дэвид Аманн                         | 20 апреля 2015   | 8,34                |
| Загадочный сон, повторяющийся снова и снова, не дающий покоя Рику, вынуждает супругов заняться поисками ответов на вопросы, возникшие у них после исчезновения и двухмесячного отсутствия Касла. Но Касл и Беккет и понятия не имеют, куда эти поиски могут привести...Вполне возможно, ответы могут стать смертельно опасными для них. |            |                                                          |              |                                     |                  |                     |
| 149 | 21         | «На высоте» «In Plane Sight»                             | Билл Роу     | Дара Ресник Криси                   | 27 апреля 2015   | 8,31                |
| Авиарейс: Нью-Йорк-Лондон. В числе пассажиров: Ричард Касл, Алексис Касл. Полет проходит спокойно...но в какой-то миг ситуация меняется. Касл пытается разобраться, но вскоре на борту внезапно обнаруживается убитый сотрудник департамента по обеспечению безопасности авиаперелетов, маршал Федеральной авиационной администрации (FAA). Рик быстро догадывается, что убийство, скорее всего, является элементом какого-то плана — и с этого момента счет идет на часы, а то и минуты. Вместе с Беккет, все время поддерживающей с ним связь, и Алексис, вынужденной вспомнить уроки криминалистики от Лэйни, Ричард намерен разгадать эту загадку — чтобы, ни много ни мало, уберечь от возможной катастрофы и дочь, и остальных пассажиров вместе с экипажем. Изо всех сил пытаясь выиграть время, Ричард ищет убийцу, чтобы не позволить ему привести в действие свои смертоносные планы... |            |                                                          |              |                                     |                  |                     |
| 150 | 22         | «Мертвец из Нью-Йорка» «Dead from New York»              | Жанно Шварц  | Теренс Пол Винтер                   | 4 мая 2015       | 8,26                |
| Убит Сид Росс — создатель популярных скетч-шоу с высокими рейтингами. Касл и Беккет приступают к расследованию. Исследуя жизнь жертвы и красочный мир еженедельного ток-шоу «Saturday Night Tonight» (вымышленный аналог реального телешоу Saturday Night Live — "Субботним вечером в прямом эфире»), Каскетт обнаруживают шокирующий секрет, способный объяснить причину убийства Росса. |            |                                                          |              |                                     |                  |                     |
| 151 | 23         | «Лес Холландера» «Hollander’s Woods»                     | Пол Холахан  | Терри Эдда Миллер и Эндрю У. Марлоу | 11 мая 2015      | 8,44                |
| Найденный в лесу труп человека пробуждает в памяти Касла воспоминание о трагическом случае в его детстве — случае, в немалой степени определившем его судьбу. И чем активней Рик изучает свои воспоминания параллельно с расследованием убийства — тем больше растет одержимость, с которой он намерен докопаться до ответов, ускользавших от него в течение многих лет. Беккет же сталкивается с проблемами, имеющими отношение только к ней самой... |            |                                                          |              |                                     |                  |                     |

### Сезон 8 (2015-16)
| № общий | № в сезоне | Название                                            | Режиссёр         | Автор сценария                   | Дата премьеры    | Зрители в США (млн) |
| --- | ---------- | --------------------------------------------------- | ---------------- | -------------------------------- | ---------------- | ------------------- |
| 152 | 1          | «ОН» «XY»                                           | Роб Боумэн       | Алекси Хоули, Теренс Пол Уинтер  | 21 сентября 2015 | 6,84                |
| Звонок загадочного незнакомца запускает цепь удивительных событий... подробности которых мы увидим глазами Касла, разыскивающего супругу. Очень скоро Ричард поймет, что тени прошлого не всегда исчезают после победы над ним. А пока — Касл лихорадочно пытается выяснить причину исчезновения любимой. |            |                                                     |                  |                                  |                  |                     |
| 153 | 2          | «ОНА» «XX»                                          | Пол Холахан      | Алекси Хоули, Теренс Пол Уинтер  | 28 сентября 2015 | 6,70                |
| Получив странное послание, Беккет внезапно срывается с места, но не одна — а с наемниками, буквально повисшими у неё на плечах. Кэтрин вынуждена вести непрерывную борьбу за собственную жизнь. И пока Касл пытается понять, почему жена пустилась в бега — Беккет твердо намерена выяснить, кто заказал её убийцам. Тем более, что выяснить это, по понятным причинам, необходимо до того, как они закончат свою работу. Но в тот момент, когда Беккет вступает в бой с группой профессионалов, штурмующих её очередное убежище — помощь приходит к ней внезапно, и с самой неожиданной стороны... |            |                                                     |                  |                                  |                  |                     |
| 154 | 3          | «Липовый профессор» «Ph.Dead»                       | Роб Боумэн       | Чад Гомес Криси                  | 5 октября 2015   | 6,76                |
| Веселая жизнь студенческого братства нарушена: один из студентов найден мертвым. И не просто мертвым, а умерщвленным весьма зверским образом. Чтобы сойти в маленьком студенческом мирке за своего, Касл буквально «внедряется» в ряды преподавательского состава в качестве профессора. Рику довольно быстро удается выяснить, что деканат учебного заведения попытался повторить «стэнфордский эксперимент». И с каждым шагом в этом расследовании им с Беккет становится ясно, что за весельем и развлечениями в университете Хадсона порой скрыты совсем иные стороны студенческой жизни. А именно — мрачные тайны, раскрытие которых явно не входит в планы руководства университета. |            |                                                     |                  |                                  |                  |                     |
| 155 | 4          | «Что скрывает ложь...» «What Lies Beneath...»       | Ларри Шоу        | Барри О`Брайен                   | 12 октября 2015  | 6,78                |
| Писатель, ставший в своё время кумиром для Касла, и предпочитавший медийной жизни жизнь затворника, найден мертвым. Касл полон решимости выяснить — кто стал убийцей его литературного идола. Но стоит чете Каскетт погрузиться в расследование, как они обнаруживают, что истина иной раз может быть куда более странной, чем любой вымысел. |            |                                                     |                  |                                  |                  |                     |
| 156 | 5          | «Нос» «The Nose»                                    | Стив Робин       | Нэнси Кью                        | 19 октября 2015  | 6,67                |
| Похищено бесценное произведение искусства, а тот, кто его перевозил — убит. Но обстоятельства сложились так, что у данного преступления остался свидетель. Ключевой свидетель. И теперь Каслу и Беккет предстоит, так сказать, «вынюхивать» следы украденной ценности и убийцы... |            |                                                     |                  |                                  |                  |                     |
| 157 | 6          | «Крутые парни» «Cool Boys»                          | Пол Холахан      | Алекси Хоули                     | 9 ноября 2015    | 6,07                |
| Крутые дела требуют внимания по-настоящему крутых ребят. Детектив Слоттер, расследуя ограбление в своей неподражаемой «обезбашенной» манере, решает обратиться за помощью к старому приятелю...а таковым оказывается не кто иной, как крутой частный сыщик Ричард Касл! Дело серьезное, ставки высоки — и Рик снова встает рядом со Слоттером, плечом к плечу против преступного мира. Но чем дальше в лес — тем больше бурелома: в определенный момент Слоттер оказывается подозреваемым не только в ограблении, которое сам же и расследует, но и в убийстве. И теперь, чтобы выручить того, кого он раньше опасался, и в ком только теперь распознал друга, Каслу придется приложить максимум усилий, не только доказывая его непричастность, но в первую очередь для того, чтобы самому понять — виновен ли Слоттер или кто-то мастерски подставляет его? Между делом Рик с удивлением выясняет, что грубоватые выходки и невоспитанность Слоттера — всего лишь ширма, коей он пытается укрыться от вынужденного одиночества, в котором отчасти сам же и виноват. Ширма, отодвинув которую, Касл видит в Слоттере человека на самом деле достаточно романтичного, разносторонне образованного, добродушного и ко всему прочему умеющего любить и быть преданным другом. |            |                                                     |                  |                                  |                  |                     |
| 158 | 7          | «Последнее соблазнение» «The Last Seduction»        | Джон Терлески    | Роберт Хэннинг                   | 16 ноября 2015   | 6,66                |
| Жестоко убит местный «Казанова» из нью-йоркского бомонда, не пропускавший ни одной юбки. В поисках убийцы Касл и Беккет погружаются в циничный мир городской элиты. Тем временем сам Рик планирует удивить и поразить Кейт очередным сюрпризом, для которого есть очень веские основания — приближается годовщина их свадьбы. |            |                                                     |                  |                                  |                  |                     |
| 159 | 8          | «Мистер и миссис Касл» «Mr. & Mrs. Castle»          | Джефф Блэкнер    | Кристин Ром                      | 23 ноября 2015   | 6,65                |
| Очередной жертвой убийства оказывается участница танцевальной группы, работавшей на круизном лайнере. Касл и Беккет, снова, как в старые добрые времена, погружаются в расследование преступления...лишь для того, чтобы оказаться в незапланированном путешествии на борту судна — на котором вместе с ними, возможно, плывет и убийца. Параллельно расследованию супруги пытаются понять — кто кого обманывает, по каким причинам, и чего может стоить утрата доверия к любимому человеку. В конце концов, Кейт Беккет встает перед осознанием простой истины: несмотря на высокую степень риска в ее специфической (вне пределов участка) деятельности, никакие опасности и заговоры не стоят того, чтобы потерять доверие и любовь мужчины, который с первого дня ни разу не дал повода сомневаться в его верности, смелости, преданности и любви к ней... Теперь ей остается лишь сделать правильный выбор. |            |                                                     |                  |                                  |                  |                     |
| 160 | 9          | «Смертельная тональность» «Tone Death»              | Ханель Калпеппер | Роберт Белла                     | 8 февраля 2016   | 5,72                |
| Очередной труп обнаружен прямо во время театральной постановки с участием Марты Роджерс. Кейт и её муж начинают расследование, и открывают для себя, насколько опасным может быть мир вокалистов и соревнований между ними... А пока идет следствие — супруги, с немалой толикой юмора попадая в неудобные ситуации, пытаются поддерживать среди друзей и знакомых легенду о том, что между ними якобы пробежала черная кошка (чтобы у преступной группы, за которой Каскетт вместе охотятся, не было причин интересоваться Каслом как возможным рычагом давления на Беккет). |            |                                                     |                  |                                  |                  |                     |
| 161 | 10         | «Свидетель обвинения» «Witness for the Prosecution» | Билл Роу         | Теренс Пол Уинтер                | 14 февраля 2016  | 4,19                |
| Свершилось! Касл получил свою минуту славы в зале суда, став ключевым свидетелем в деле об убийстве пятимесячной давности. Ничто не предвещает беды, но с внезапным появлением новой информации супруги Каскетт вынуждены принять участие в новом расследовании, чтобы не допустить развала дела, и по сути — краха правосудия в отдельно взятом случае. Есть лишь один нюанс: времени все меньше и меньше... Зато все больше и больше необычных моментов в отношениях, что делает их и без того оригинальную супружескую жизнь еще более веселой, затейливой и романтичной. |            |                                                     |                  |                                  |                  |                     |
| 162 | 11         | «Мёртвый „красный“» «Dead Red»                      | Жаннот Шварц     | Джим Адлер                       | 15 февраля 2016  | 5,15                |
| Игры дипломатов исключают насилие, но порой и им приходится рисковать жизнью. Если не своей, так своих близких. Каскетт ведут расследование убийства сына одного из российских дипломатов, но чем дальше они продвигаются в расследовании, тем ясней вырисовывается мрачная картина опасной международной криминальной игры в стиле Достоевского — «Преступление и наказание». Тем временем Каслу приходится и так и этак изощряться в попытках привлечь внимание довольно общительного и веселого офицера службы безопасности русского дип. корпуса, и все для того, чтобы в конце концов понять: его общительность и коммуникабельность представляет собой не только черту характера, но и профессиональный навык. Касл внезапно осознает: личность его нового русского приятеля гораздо сложней и глубже, чем он себе представлял. |            |                                                     |                  |                                  |                  |                     |
| 163 | 12         | «Нечестная игра» «The Blame Game»                   | Джессика Йеу     | Майкл Зебед                      | 22 февраля 2016  | 5,48                |
| Став пленником незнакомца, Касл, вместе с другими жертвами, захваченными маньяком, вынужден ломать голову над безумными головоломками психопата. От загадки к загадке — и очень скоро похищенные переходят к интеллектуальной игре, в которой каждый, сам того не сознавая, начинает ненавидеть товарищей по несчастью. Ненавидеть — и винить друг друга во всех смертных грехах, на радость маньяку. Которому удалось заманить в такую же ловушку и капитана Беккет. И пока Ричард, страшно волнуясь за жену, пытается удержать ситуацию под контролем — детективы из двенадцатого участка, вместе с не на шутку встревоженной Алексис, вступают в безумную гонку на опережение, стремясь спасти их обоих и поймать преступника. |            |                                                     |                  |                                  |                  |                     |
| 164 | 13         | «Правосудие для всех» «And Justice For All»         | Кейт Вудс        | Адам Фрост                       | 29 февраля 2016  | 5,26                |
| Детективы двенадцатого участка расследуют дело об убийстве студента из группы прикладной лингвистики. Но в ходе расследования Беккет и её подчиненные сталкиваются с тем, что класс, в котором училась жертва, не испытывает особого желания помогать полиции. И тогда за дело берется опытный профессионал, частный сыщик Ричард Касл, работающий под прикрытием, в образе канадского иммигранта! Именно он вскоре и обнаруживает, что об убитом студенте известно далеко не все... |            |                                                     |                  |                                  |                  |                     |
| 165 | 14         | «О.В.Д.: Общество Великих Детективов» «The G.D.S.»  | Джон Терлески    | Алекси Хоули                     | 7 марта 2016     | 5,68                |
| Настойчиво пытаясь выяснить, что же он делал в течение двух месяцев, которых не помнит, Касл прибывает в Лос-Анджелес. Но поиски приходится отложить: чтобы распутать загадочное убийство, за помощью к Рику обращается независимая организация — клуб сыщиков, в состав которого входят частные детективы, по праву заслужившие славу профессионалов, умеющих распутывать самые сложные дела. Между делом Касл продолжает искать любые зацепки, способные помочь ему вспомнить хоть что-либо из событий за время его похищения — и в конце концов ему удается докопаться до настоящей причины его долгого отсутствия. Вот только истина оказывается слишком уж пугающей... |            |                                                     |                  |                                  |                  |                     |
| 166 | 15         | «Верен до смерти» «Fidelis Ad Mortem»               | Роб Боумэн       | Чад Гомес Криси                  | 21 марта 2016    | 6,50                |
| Даже казармы и полигоны учебных заведений в академии департамента полиции Нью-Йорка не всегда могут гарантировать личную безопасность. Команда детективов во главе с капитаном Беккет принимается за расследование убийства одного из новобранцев академии. Тем временем Каслу приходится всерьез задуматься над тем, что с иными решениями в их с Кейт оригинальной семейной жизни придется считаться, даже если они могут привести к серьезным последствиям... |            |                                                     |                  |                                  |                  |                     |
| 167 | 16         | «Давняя печаль» «Heartbreaker»                      | Том Райт         | Барри О`Брайен                   | 4 апреля 2016    | 6,90                |
| Ключом к раскрытию убийства инкассатора могут стать материалы старого дела, закрытого в своё время детективом Эспозито. Но стоит Каскетт углубиться в его изучение — и прошлое внезапно осложняет их действия в настоящем: возможно, их друг и коллега скрывает кое-что о своих отношениях с тем, кто в тот раз был подозреваемым... |            |                                                     |                  |                                  |                  |                     |
| 168 | 17         | «Смертельное желание» «Death Wish»                  | Билл Ро          | Стефани Хикс                     | 11 апреля 2016   | 6,44                |
| Что надо сделать, чтобы раскрыть убийство человека, причастного к контрабанде национальных реликвий из Турции? Найти похищенные артефакты, естественно. Касл, Беккет и детективы двенадцатого участка принимаются за поиски в надежде, что «Лампа Аладдина» приведет их к убийце. |            |                                                     |                  |                                  |                  |                     |
| 169 | 18         | «Предательство» «Backstabber»                       | Джессика Ю       | Роберт Белла                     | 18 апреля 2016   | 5,86                |
| Никто не застрахован от предательства и подстав. Даже крутые профи типа мисс Шиптон. Оказав помощь старому другу, Хейли внезапно оказывается втянутой в кибер-террористическую акцию, да еще и замешана в убийстве. Но даже крутой профессионал всегда может рассчитывать на помощь друзей — Каскетт намерены выяснить планы кибер-террориста, остановить его и очистить репутацию Хейли. |            |                                                     |                  |                                  |                  |                     |
| 170 | 19         | «Умереть заново» «Dead Again»                       | Билл Ро          | Роб Хэннинг                      | 25 апреля 2016   | 6,19                |
| Кто может заставить супергероя Дэдпула нервно курить в сторонке? Конечно же, простой, мягкосердечный, добрый, благовоспитанный инспектор по технике безопасности из городского управления. Чудом выживший после тяжелейшего отравления. Вряд ли это могло бы стать поводом для сенсации — ну что тут такого, просто улыбнулась удача. Но когда переживший отравление человек снова ухитряется выжить в ситуации, в которой ему грозит заведомо смертельный исход, Каскетт понимают: в данном случае один раз — случайность, два раза — уже не просто совпадение, а настораживающая закономерность. А кому же еще расследовать подобные тайны, как не Ричарду, Кейт и их друзьям? |            |                                                     |                  |                                  |                  |                     |
| 171 | 20         | «Много шума из убийства» «Much Ado About Murder»    | Ханель Калпеппер | Кристин Роум                     | 2 мая 2016       | 6,03                |
| Сменив амплуа, бывший киноактер стал актером театральным...а потом стал актером мертвым. Убитым при загадочных обстоятельствах. Знакомясь с закулисьем сцены, Каскетт выясняют, что у покойного были причины для определенного беспокойства — причины, одна из которых могла привести к его гибели. |            |                                                     |                  |                                  |                  |                     |
| 172 | 21         | «Хлопот не оберёшься» «Hell To Pay»                 | Джон Терлески    | Джим Адлер                       | 9 мая 2016       | 6,74                |
| Такова уж доля частного сыщика: им достаются порой дела столь же таинственные, сколь и опасные. А как еще назвать дело, начавшееся столь мистическим образом — вторжением в офис «Частное сыскное агентство Касла» пациента психиатрической лечебницы, вооруженного топором. Тем более, что ворвавшись в офис, там он замертво и упал. Рик берется за дело не один — любимая жена, она же верный напарник, она же капитан двенадцатого участка, приступает к расследованию вместе с Каслом. И все бы хорошо, но чем активней идет следствие, тем больше возникает оснований считать, что убийца — тот, кого вряд ли можно назвать обычным преступником. А именно — Сатана. Собственной падшей и пахнущей серой персоной... |            |                                                     |                  |                                  |                  |                     |
| 173 | 22         | «Перекрёстный огонь» «Crossfire»                    | Роб Боумэн       | Алекси Хоули и Теренс Пол Уинтер | 16 мая 2016      | 7,65                |
| Рука об руку, плечом к плечу Ричард и Кейт все ближе и ближе подбираются к тайне ЛокСат. Осталось совсем немного. Финальный аккорд, после которого можно и победу отпраздновать, но жизнь непредсказуема. События принимают непредвиденный оборот, и в какой-то момент это ставит их расследование под угрозу срыва, но что еще страшней — жизнь обоих теперь висит на волоске... |            |                                                     |                  |                                  |                  |                     |